# Suzuki Swift
Der Suzuki Swift ist ein seit Herbst 1983 gebautes Modell des japanischen Automobilherstellers Suzuki.
Der Swift wurde als Suzuki Cultus auf der 25. Tokyo Motor Show, als Resultat der Zusammenarbeit mit General Motors, vorgestellt. Anfangs auch als SA 310 sowie als SA 413 verkauft, erlebte er als Swift in den Jahren 1989 bis 2005 drei Modellwechsel. Der 2005 präsentierte Swift (MZ/EZ) hat mit seinen Vorgängern nicht mehr viel gemeinsam. Der Typ ist robuster, größer und zudem auch schwerer.
Auf dem internationalen Markt wurde der Swift auch unter anderen Markennamen verkauft, u. a. in Japan als Suzuki Cultus, in Indien als Maruti Esteem, in Amerika als Chevrolet Sprint, Pontiac Firefly und Geo Metro, sowie in Australien als Holden Barina. In Japan wurde die erste Generation auch von Isuzu als Isuzu Geminett vermarktet. Mit dem Suzuki Dzire wird seit 2008 eine auf dem Swift basierende Stufenheck-Version gebaut.
Seit 1996 werden die Fahrzeuge für den deutschen Markt bei Magyar Suzuki Zrt. in Esztergom (Ungarn) hergestellt.

## Swift (AA, 1983–1989)
Die erste Generation wurde als Projekt von General Motors unter dem Namen M-Car begonnen. Da man befürchtete, dass das Projekt nicht profitabel genug sein würde, verkaufte man die gesamte unfertige Konstruktion an Suzuki und erhielt dafür eine fünfprozentige Beteiligung an dem Unternehmen. Suzuki schloss die Design- und Entwicklungsarbeiten ab und brachte das Auto ab Oktober 1983 als Suzuki Cultus auf den japanischen Markt. Das Modell wurde von Suzuki auch weltweit exportiert und von einer Reihe von General-Motors-Tochterunternehmen montiert und häufig unter deren Markennamen verkauft.
Eine 1981 geschlossene Allianz zwischen General Motors, Suzuki und Isuzu ermöglichte es GM, den Swift bzw. Cultus als konzerneigenen Importwagen international unter mehr als einem Dutzend Namen zu vermarkten, darunter als Chevrolet Sprint (USA), Pontiac Firefly (Kanada) und Holden Barina (Australien).
Im Juni 1986 erhielt das Modell ein Facelift. Dabei wurden unter anderem Front und Heck verändert und moderner gestaltet.

### Swift GTi
Im Juni 1986 führte Suzuki das Topmodell GTi ein, das gegenüber den anderen Modellen sowohl im Design als auch in der Leistung verbessert wurde. Ursprünglich war er nur als dreitürige Schräghecklimousine mit Handschaltung erhältlich, obwohl später eine fünftürige Version namens GXi hinzugefügt wurde. Der GTi war einer der ersten Suzuki mit elektronischer Kraftstoffeinspritzung. Der neue 1,3-Liter-Motor leistete hier 74 kW (101 PS). Außerdem wurden an den Vorderrädern Scheibenbremsen mit größerem Durchmesser eingebaut.

Im Innenraum wurden unter anderem die Türkarten und die Sitzbezüge mit Velours überarbeitet. Rote Anzeigen des Armaturenbretts, rote Elemente auf dem Teppich und den Sitzverkleidungen waren ebenso Standard wie eine Mittelkonsole. Außerdem gab es elektrisch verstellbare Außenspiegel. Das Außendesign wurde durch einen modellspezifischen Spoiler, Seitenschweller und eine Stoßstange mit Nebelscheinwerfern aufgewertet.

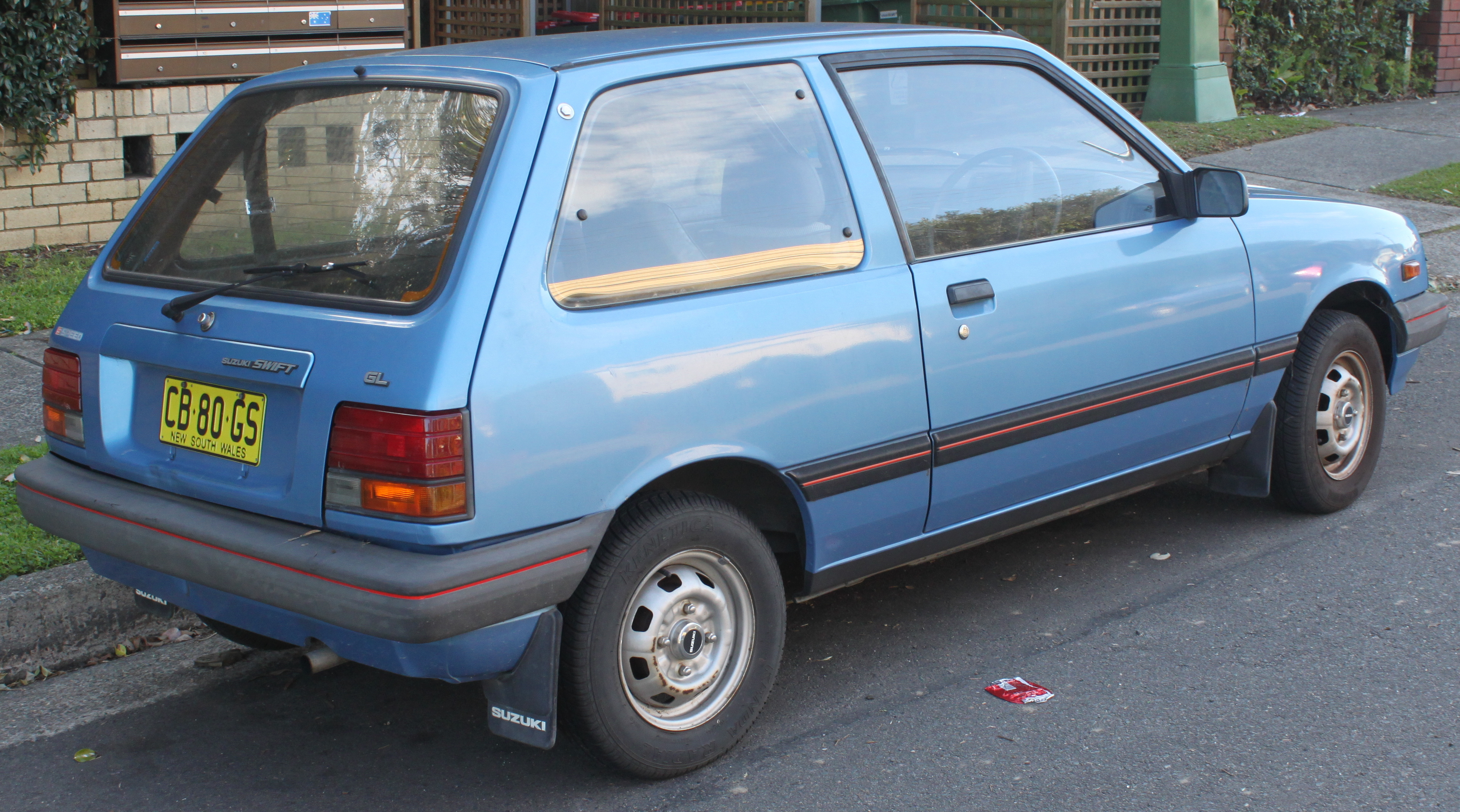
Heckansicht
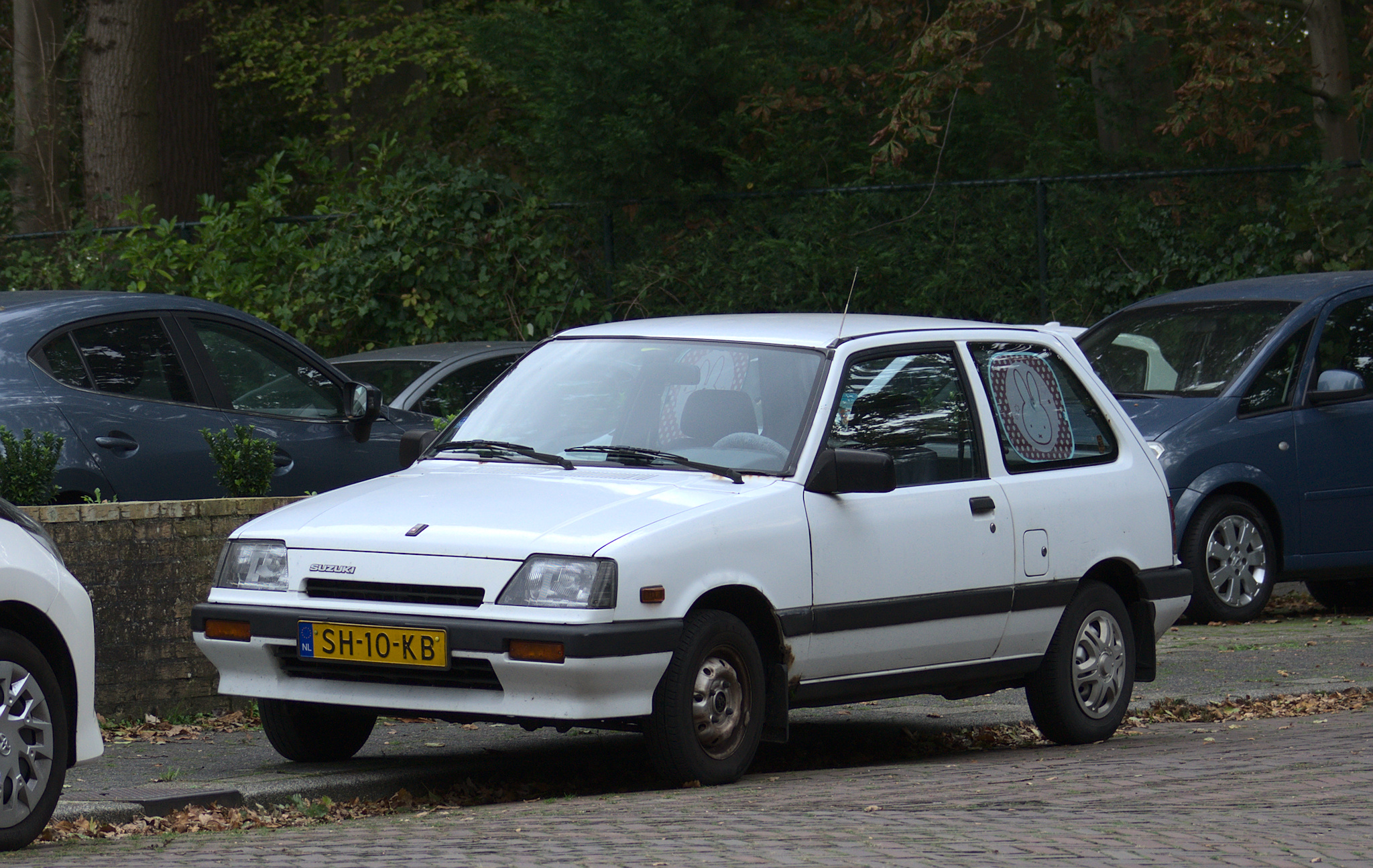
Facelift (1986–1989, Dreitürer)
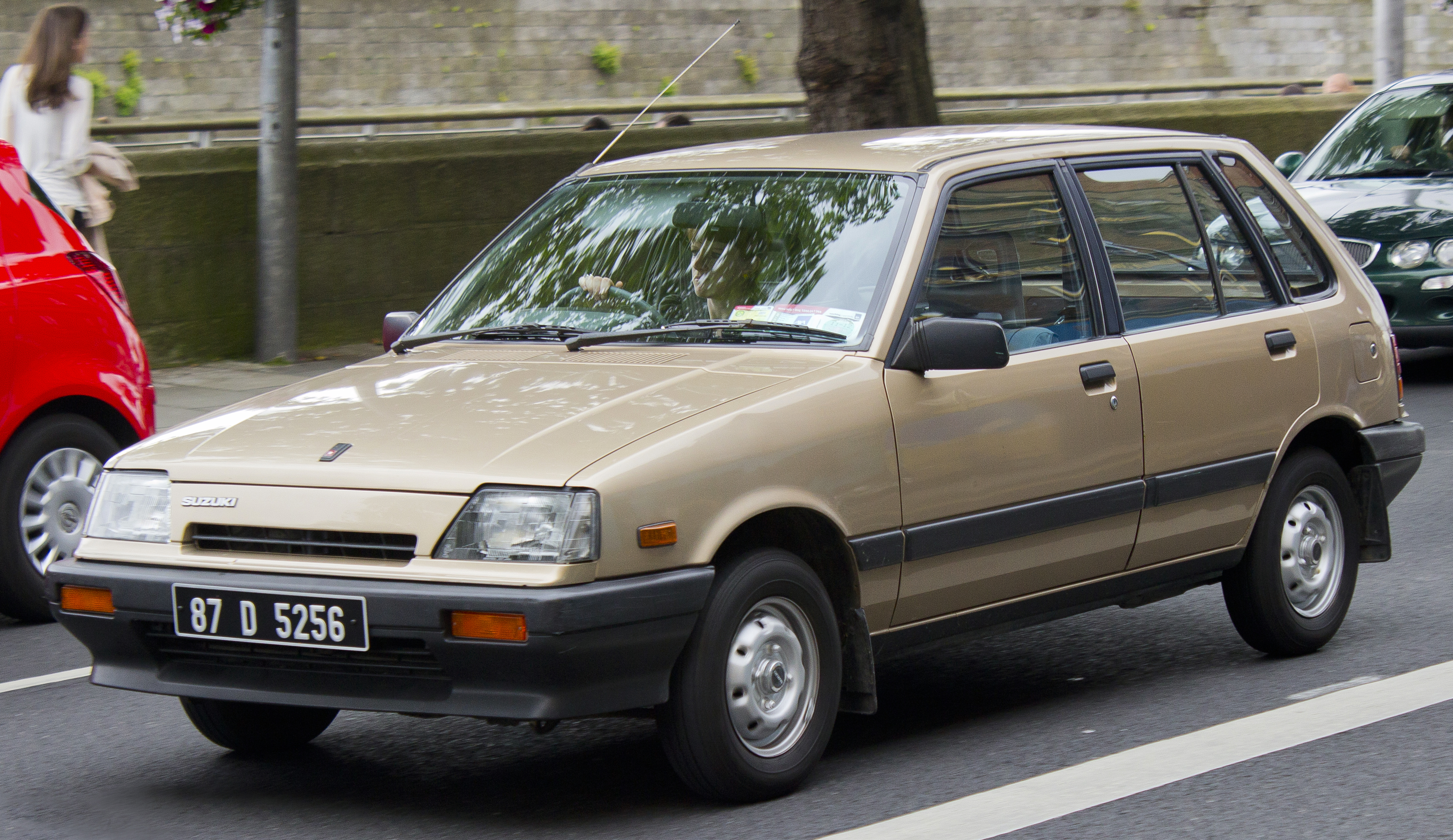
Facelift (Fünftürer)
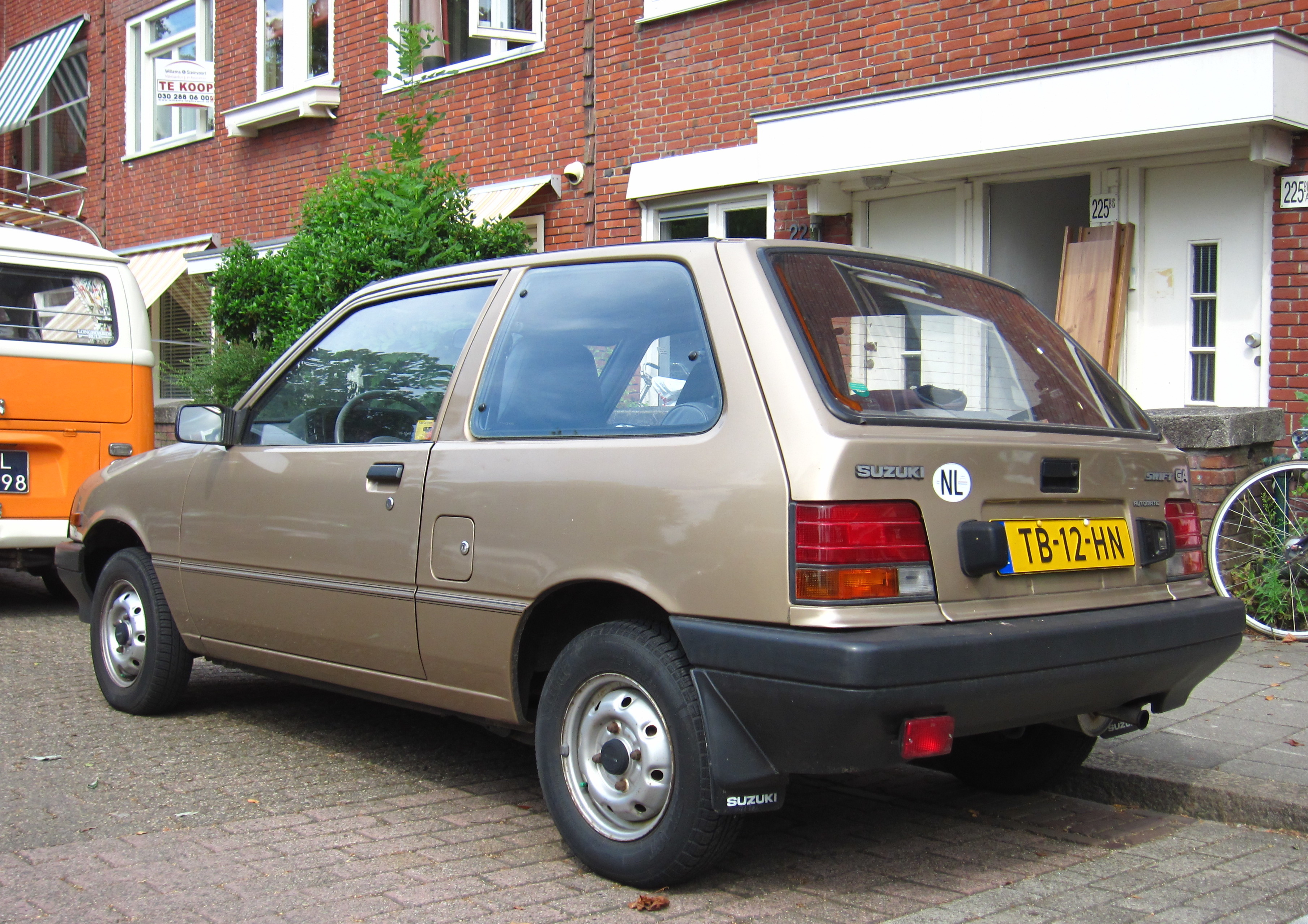
Heckansicht
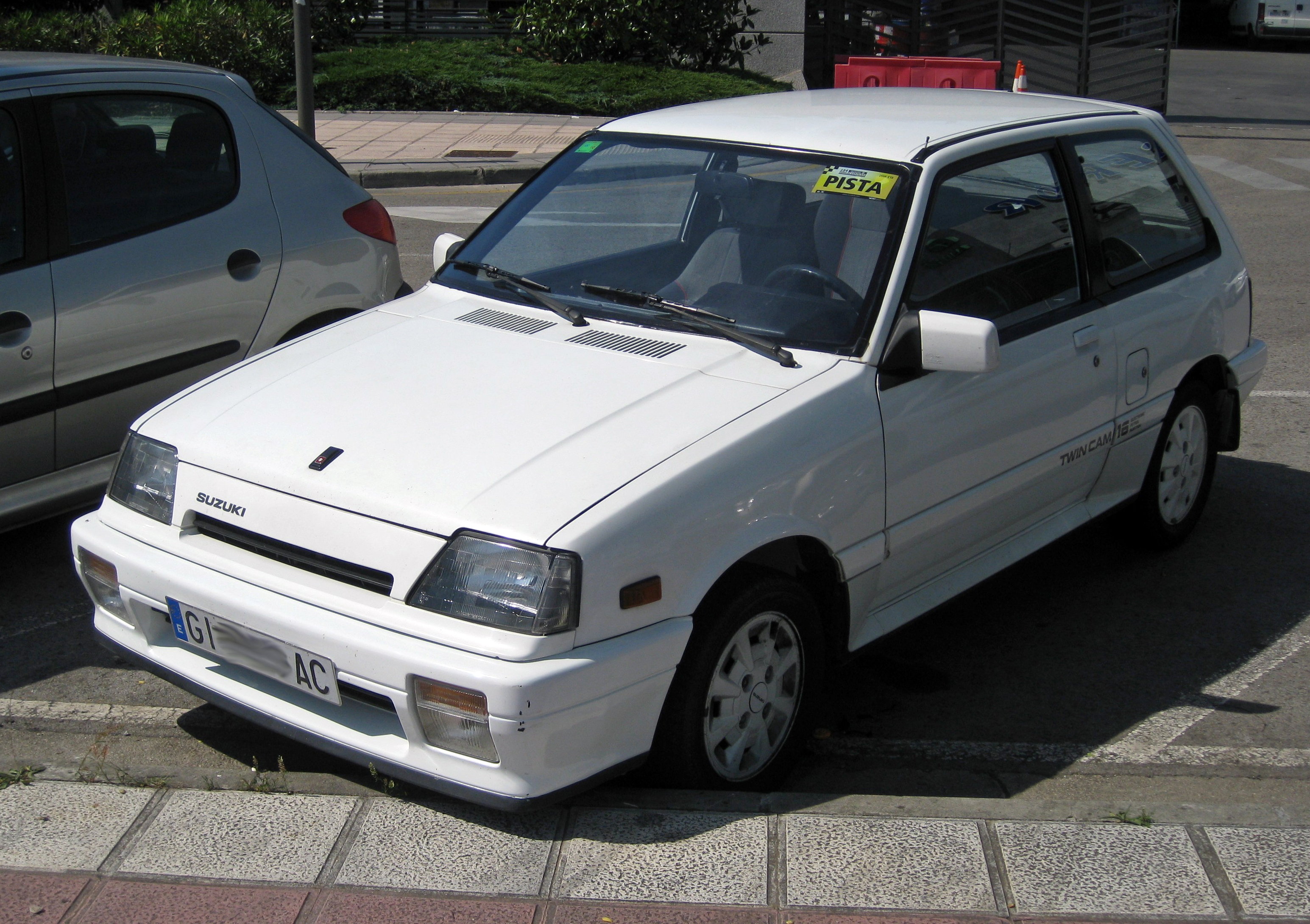
Suzuki Swift GTi (1986–1989)
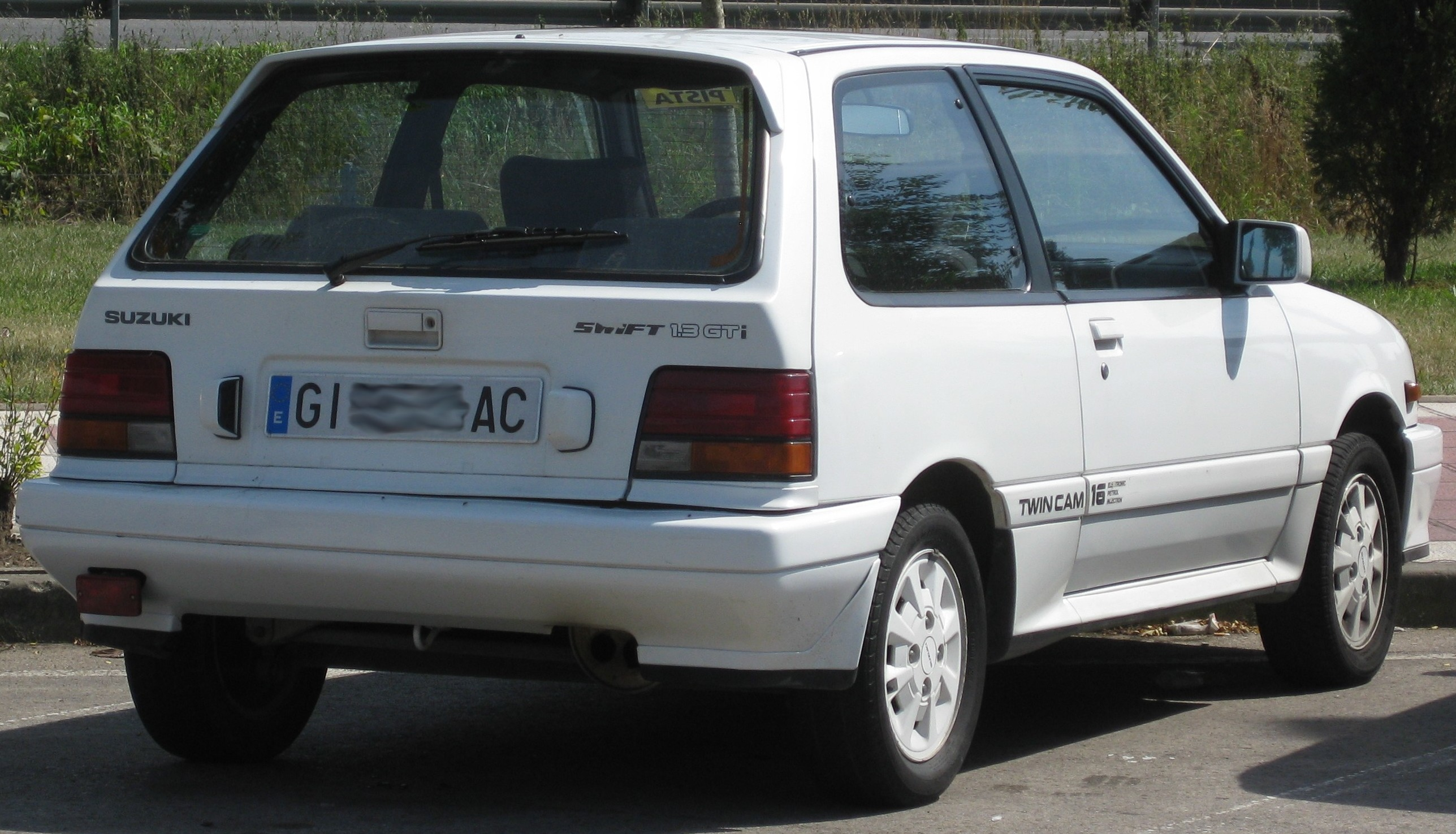
Heckansicht

### Motoren
Motoren ab Oktober 1983:
- (ohne Katalysator)
- 1,0 l, 3 Zylinder mit 36 kW (50 PS)

Motoren ab Oktober 1984:
- (ohne Katalysator)
- 1,3 l, 4 Zylinder mit 54 kW (73 PS)
- (mit ungeregeltem Katalysator)
- 1,3 l, 4 Zylinder mit 50 kW (68 PS)

Motoren ab Februar 1985:
- 1,0 l, 3 Zylinder Turbomotor mit 52 kW (71 PS) bei 5500 min−1

Motoren ab August 1986:
- (mit ungeregeltem Katalysator)
- 1,0 l, 3 Zylinder mit 40 kW (54 PS)
- 1,3 l, 4 Zylinder mit 47 kW (64 PS)
- 1,3 l, 4 Zylinder mit 74 kW (101 PS) bei 6500 min−1 (Swift GTI)

Motoren ab Januar 1989:
- (mit geregeltem Katalysator)
- 1,0 l, 3 Zylinder mit 39 kW (53 PS)
- 1,3 l, 4 Zylinder mit 51 kW (70 PS) bei 6000 min−1
- 1,3 l, 4 Zylinder mit 74 kW (101 PS) bei 6450 min−1 (Swift GTI)

## Swift (EA/MA, 1989–1995)
Im Frühjahr 1989 wurde die zweite Ausgabe des Swift präsentiert. Die Karosserie war länger und breiter. Die Motoren hatte man bis auf geringfügige Änderungen nahezu komplett übernommen. Lediglich der 1,6 l große Vierzylinder war neu. Er konnte auch zusammen mit Allradantrieb bestellt werden.
In Nordamerika wurde dieses Modell als Geo Metro und Pontiac Firefly verkauft.
In China wurde das Modell in Lizenz gebaut und 1992–2007 als Changan SC7100 Swift (39 PS) und als Changan SC7130 Gazelle (65 oder 84 PS) auf den Markt gebracht.
Neben der drei- und fünftürigen Schrägheckversion waren ab Januar 1990 auch eine Stufenhecklimousine sowie ab April 1992 ein Cabriolet verfügbar.
- 1,0 l, 3 Zylinder mit 39 kW (53 PS)
- 1,3 l, 4 Zylinder mit 50 kW (68 PS) (auch als Cabrio)
- 1,3 l, 4 Zylinder mit 63 kW (86 PS)
- 1,3 l, 4 Zylinder mit 74 kW (101 PS) (Swift GTi)
- 1,6 l, 4 Zylinder mit 68/70 kW (92/95 PS) (Limousinen-Version); auch mit Allradantrieb.

### Bildergalerie

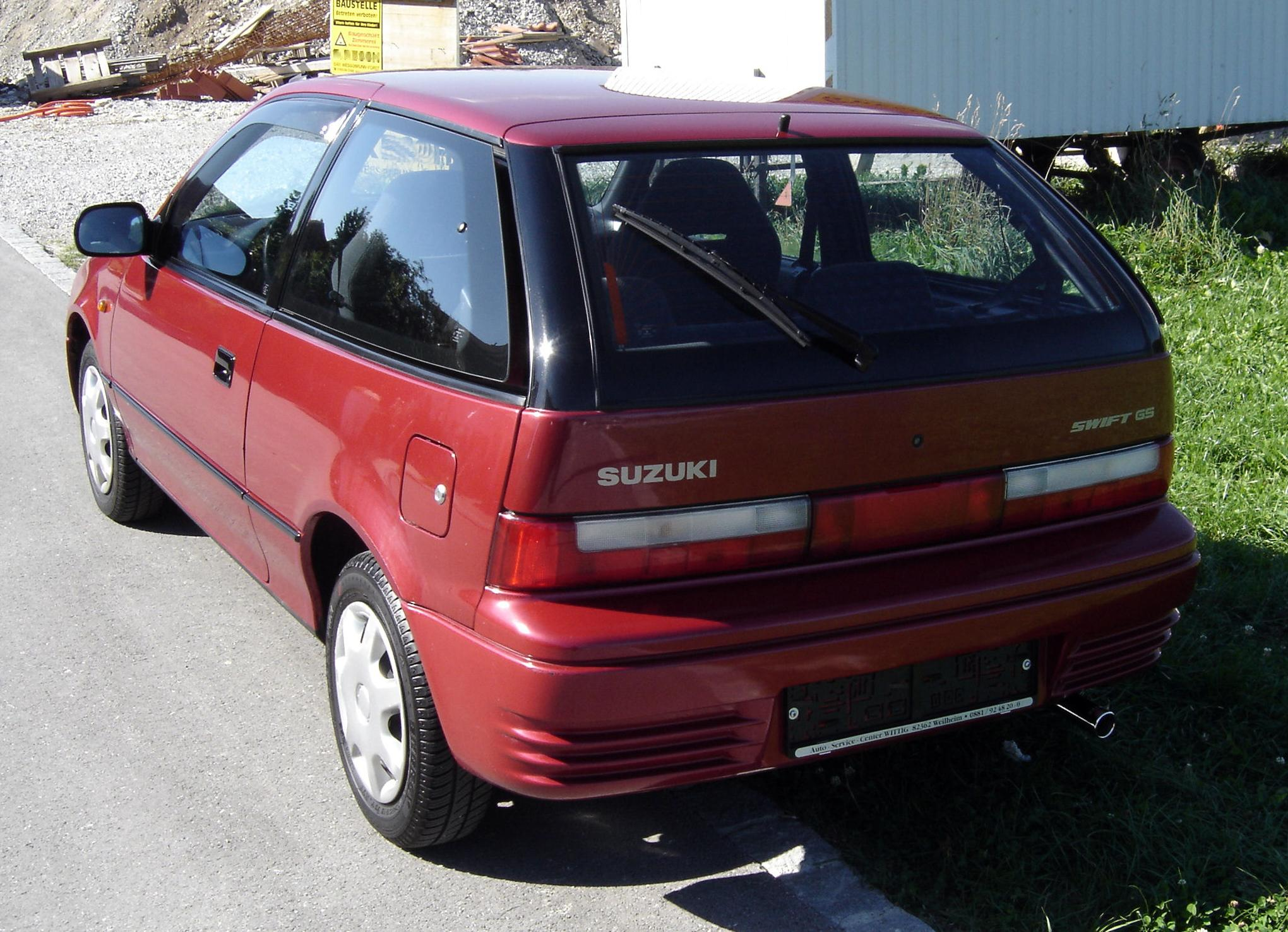
Heckansicht
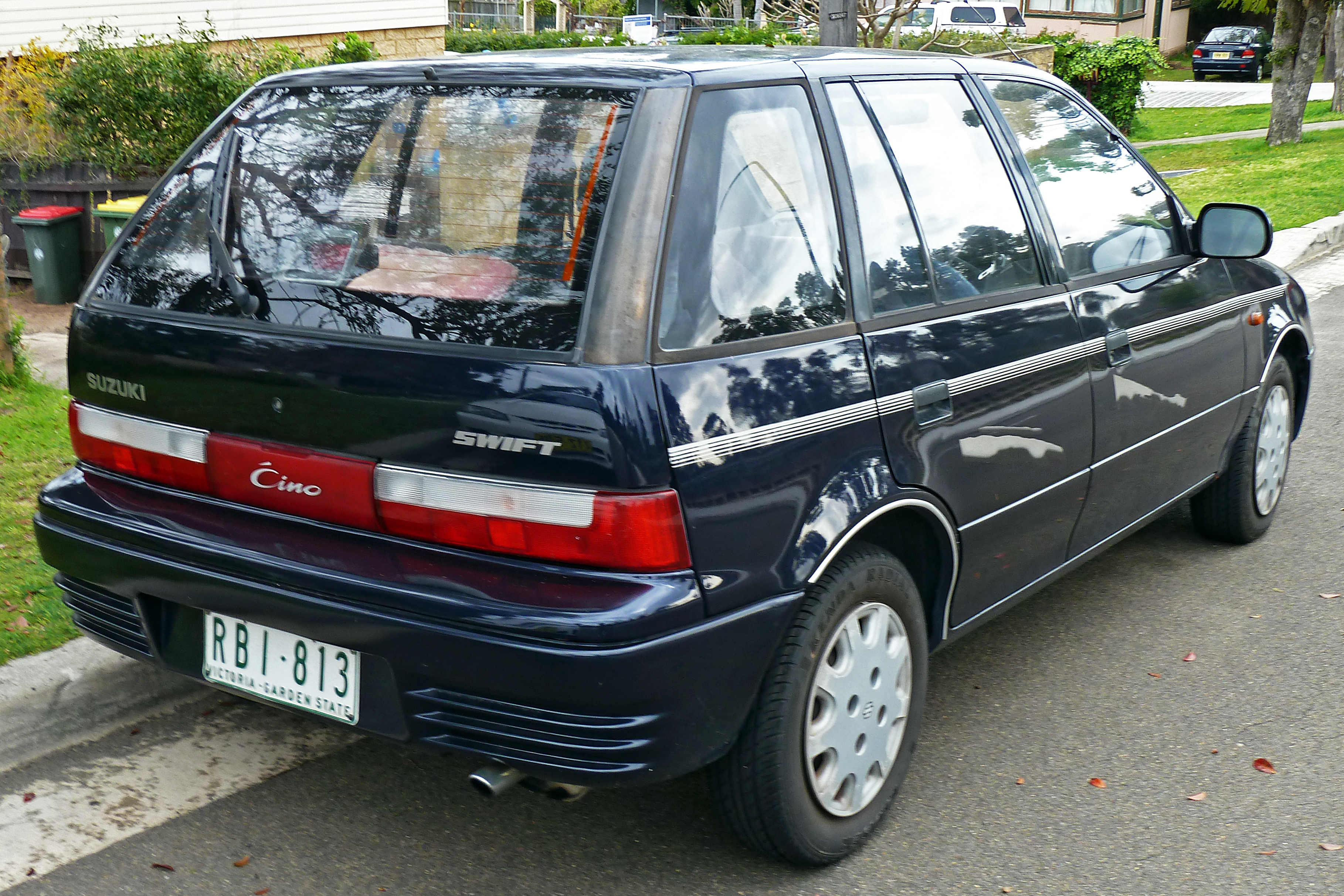
Suzuki Swift Fünftürer (1989–1995)
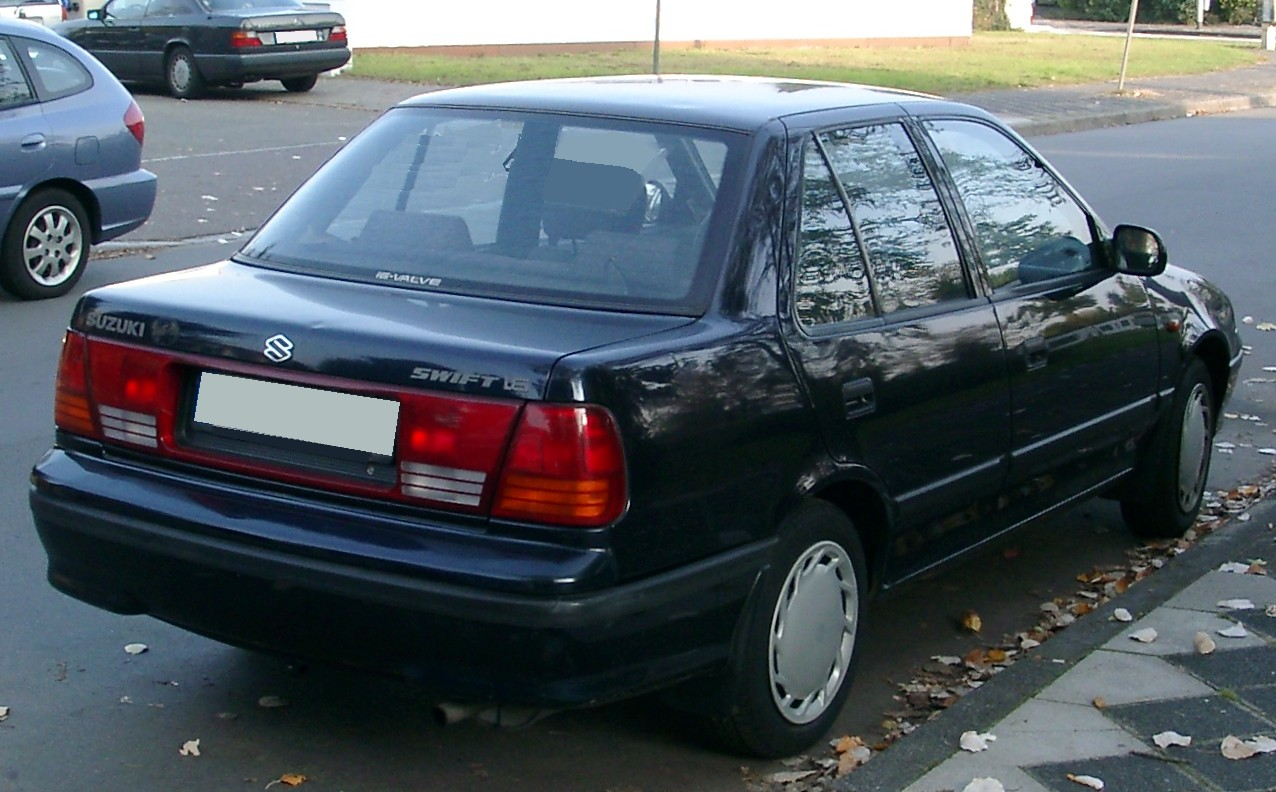
Suzuki Swift Stufenheck (1990–1995)
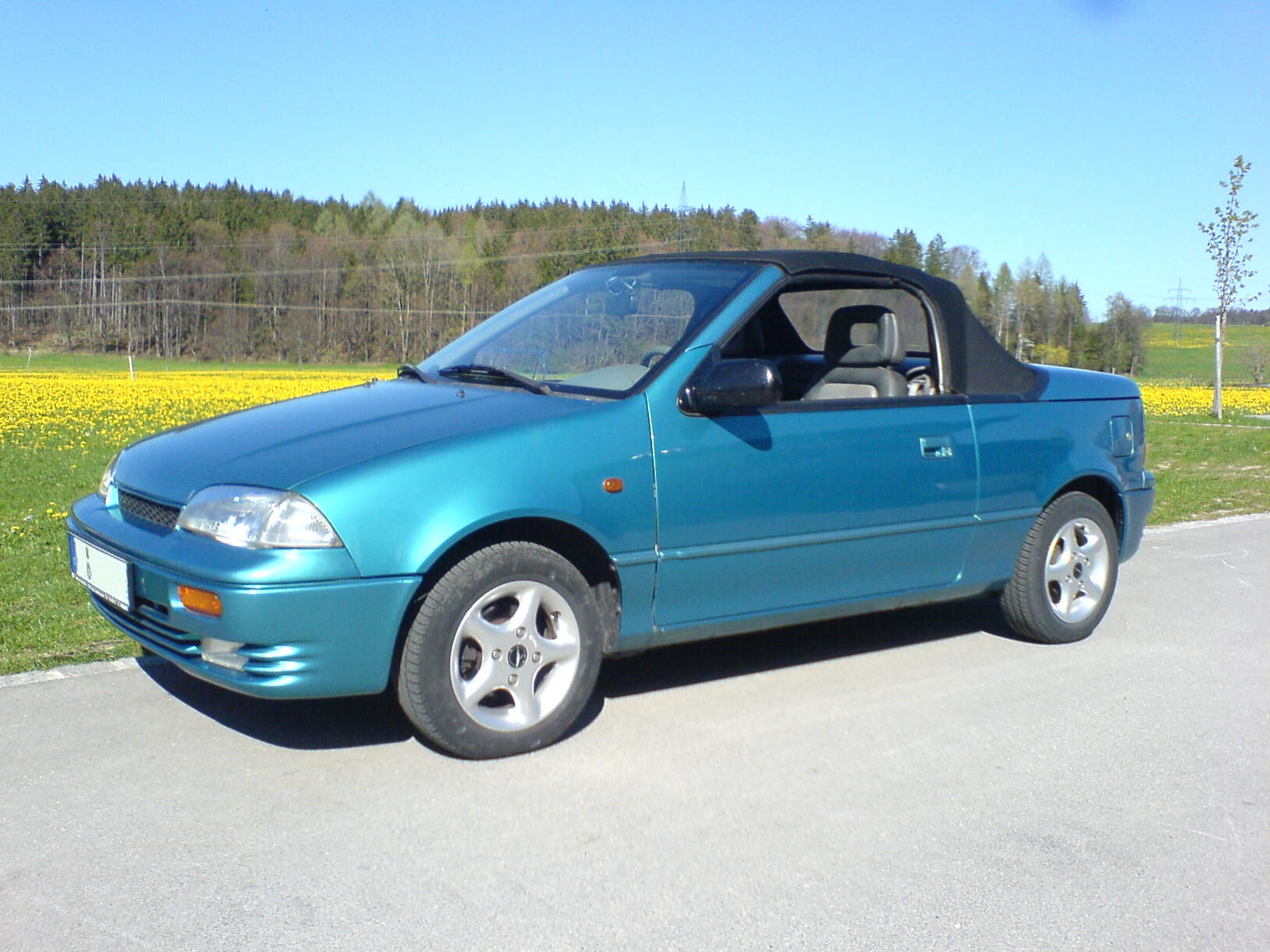
Suzuki Swift Cabrio (1992–1995)
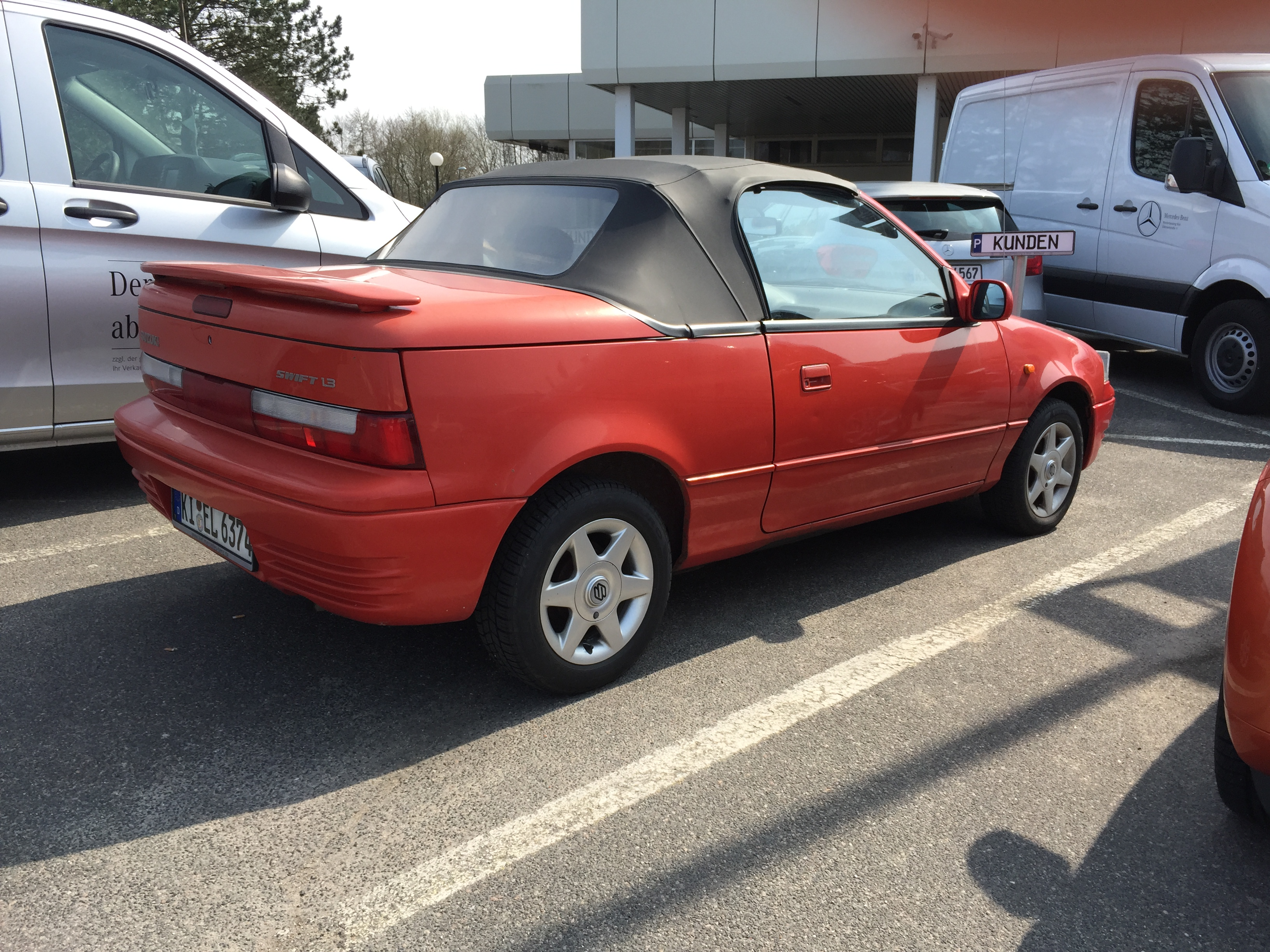
Heckansicht des Cabrios

### Swift GTi
Der 1.3-l-16V-Motor mit 74 kW (101 PS) war die größte Motorisierung im Swift. Der GTi-Motor war ausschließlich im Schrägheckmodell erhältlich.
Die Konstruktion des GTi-Motors war für die spätere Suzuki Hayabusa 1300 gedacht und gilt als Vorläufer des Supermotorrades. Entwickelt wurde der Motor bereits in den frühen 1980ern und war schon im Vorgängermodell (AA) eingebaut. Die GTi-Variante gab es lediglich in der Baureihe AA und EA. Mit der Baureihe MA wurde die Produktion des GTi wieder eingestellt.
Rechtsstreit um GTi-Kürzel
„Europas größter Autobauer Volkswagen hat im Markenstreit gegen den japanischen Hersteller Suzuki vor Gericht eine Niederlage eingesteckt. Volkswagen könne nicht gegen die von Suzuki angemeldete Marke Swift GTi vorgehen, weil zwischen dieser Marke und der VW Marke GTI keine Verwechslungsgefahr bestehe. Das entschied der EuGH in Luxemburg. Das EU-Gericht verwies darauf, dass viele Autohersteller in ganz Europa wie Rover, Nissan, Mitsubishi, Peugeot, Suzuki und Toyota die Buchstabenkombination GTI benutzen, um die technischen Merkmale verschiedener Modelle anzugeben.“

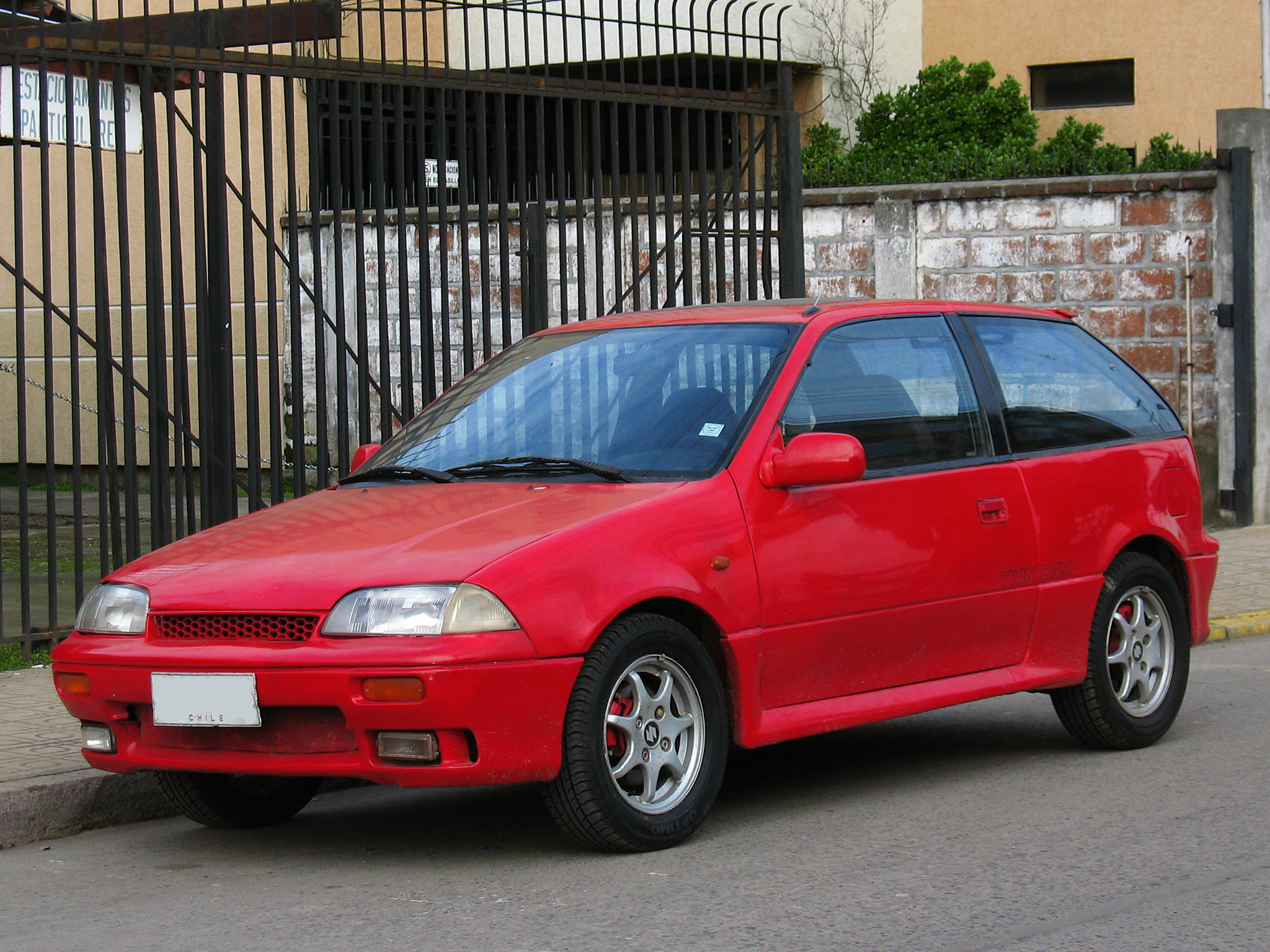
Suzuki Swift GTi (1990)
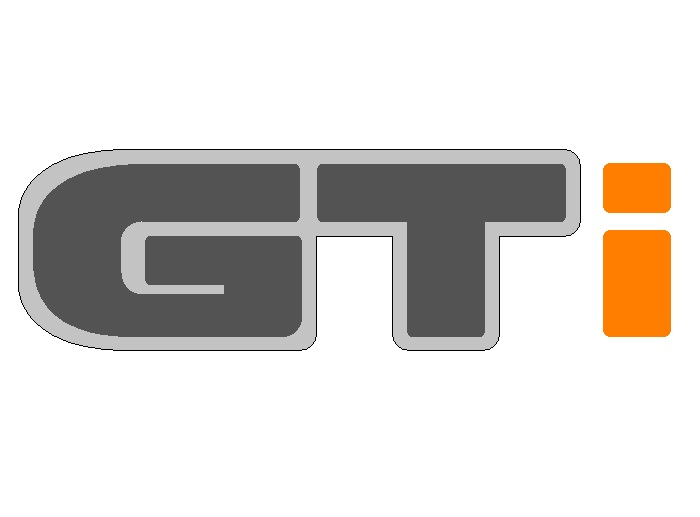
Logo des Swift GTi

## Swift (MA, 1995–2003)
Die dritte Generation debütierte im Herbst 1995 und war im Grunde lediglich eine Neugestaltung der zweiten Generation. Es gab ihn mit einem 1,0-Liter-Ottomotor (53 PS) 39 kW oder mit 1,3 l Hubraum und (68 PS) 50 kW bis 2001 und  danach bis 2003 mit (86 PS) 63 kW.
Der Swift war drei- oder fünftürig mit Schrägheck lieferbar. Der Kofferraum fasst 290 Liter, bei umgelegten Rücksitzen ca. 950 Liter. Der chinesische Lizenzbau erschien als Changan Antelope mit 86 PS und wurde von 2001 bis 2007 auf den Markt gebracht.
Weitestgehend baugleich war der Subaru Justy von Herbst 1995 bis Ende 2003 auf dem deutschen Markt erhältlich. Er unterschied sich lediglich durch einen serienmäßigen Allradantrieb.

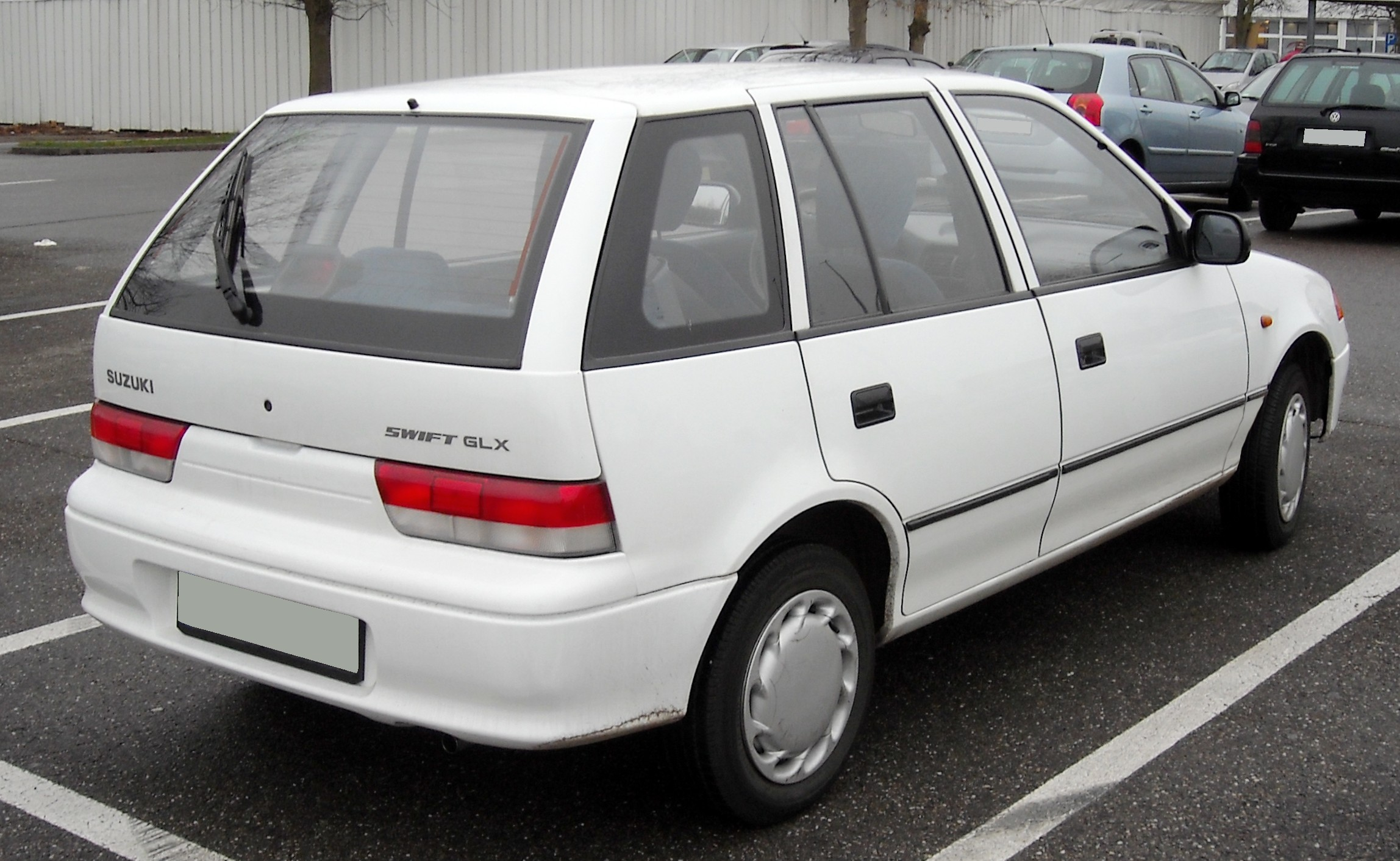
Heckansicht
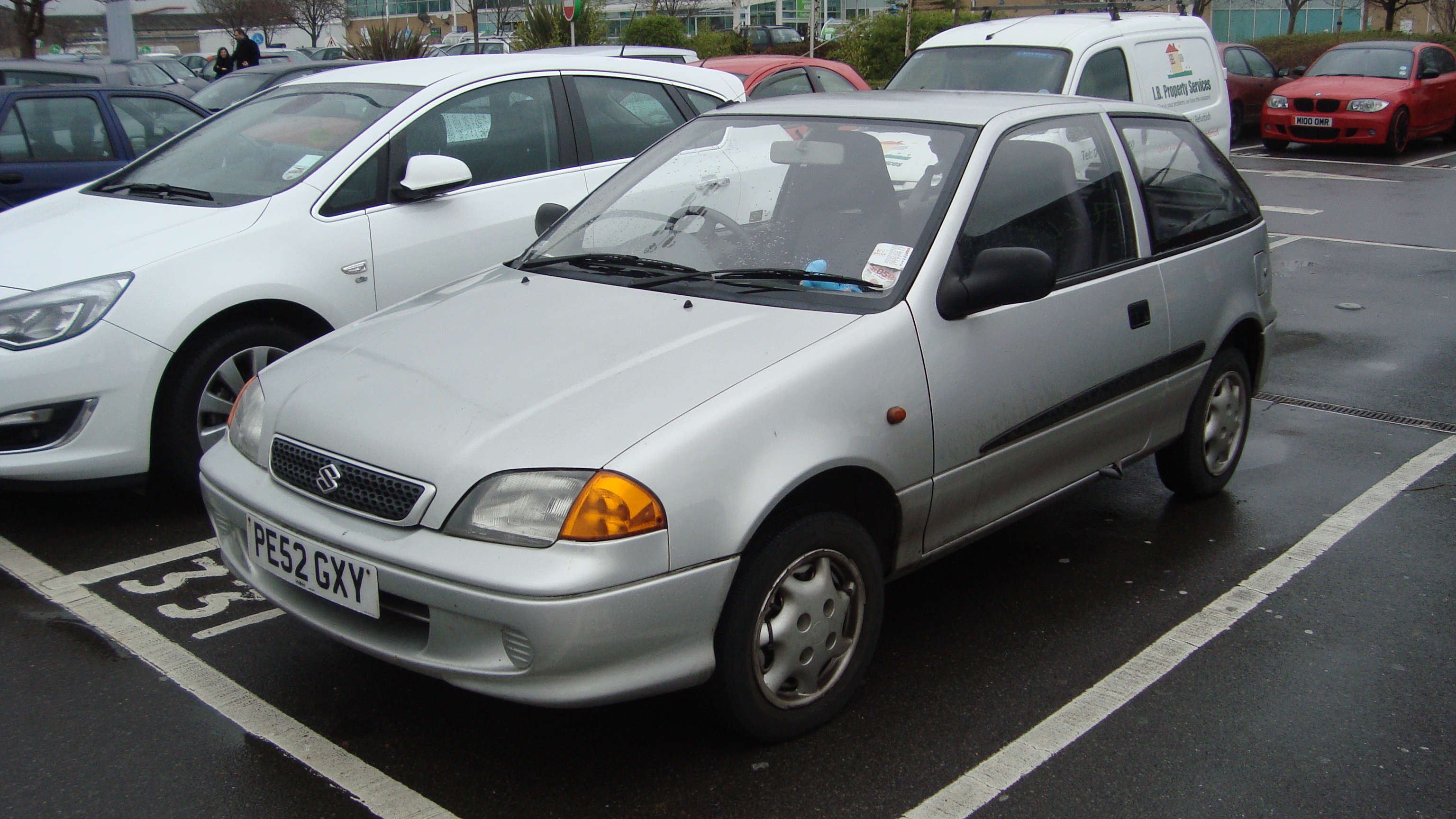
Suzuki Swift Dreitürer (2000–2003)

## Swift (MZ/EZ, 2005–2010)
Die Entwicklung des Modells fand ab dem Spätjahr 2001 in Zusammenarbeit mit dem italienischen Designstudio und Karosseriebauunternehmen Vercarmodel Saro statt. Die Konzeptfahrzeuge wurden über das Jahr 2002 hinweg auf den Automobilausstellungen unter den Bezeichnungen Suzuki Concept-S (geschlossene Version) und Suzuki Concept-S2 (Cabriolet) präsentiert. Die Serienproduktion lief aber erst drei Jahre später an.
Im Anfang 2005 erschienenen Swift wurden ein 1,3-l-Motor mit 92 PS (68 kW), ein 1,5-l-Motor mit 102 PS (75 kW) und im Swift Sport ein 1,6-l-Motor mit 125 PS (92 kW) angeboten. Den 1,3-Liter-Motor gab es im Swift 4×4 auch mit Allradantrieb.

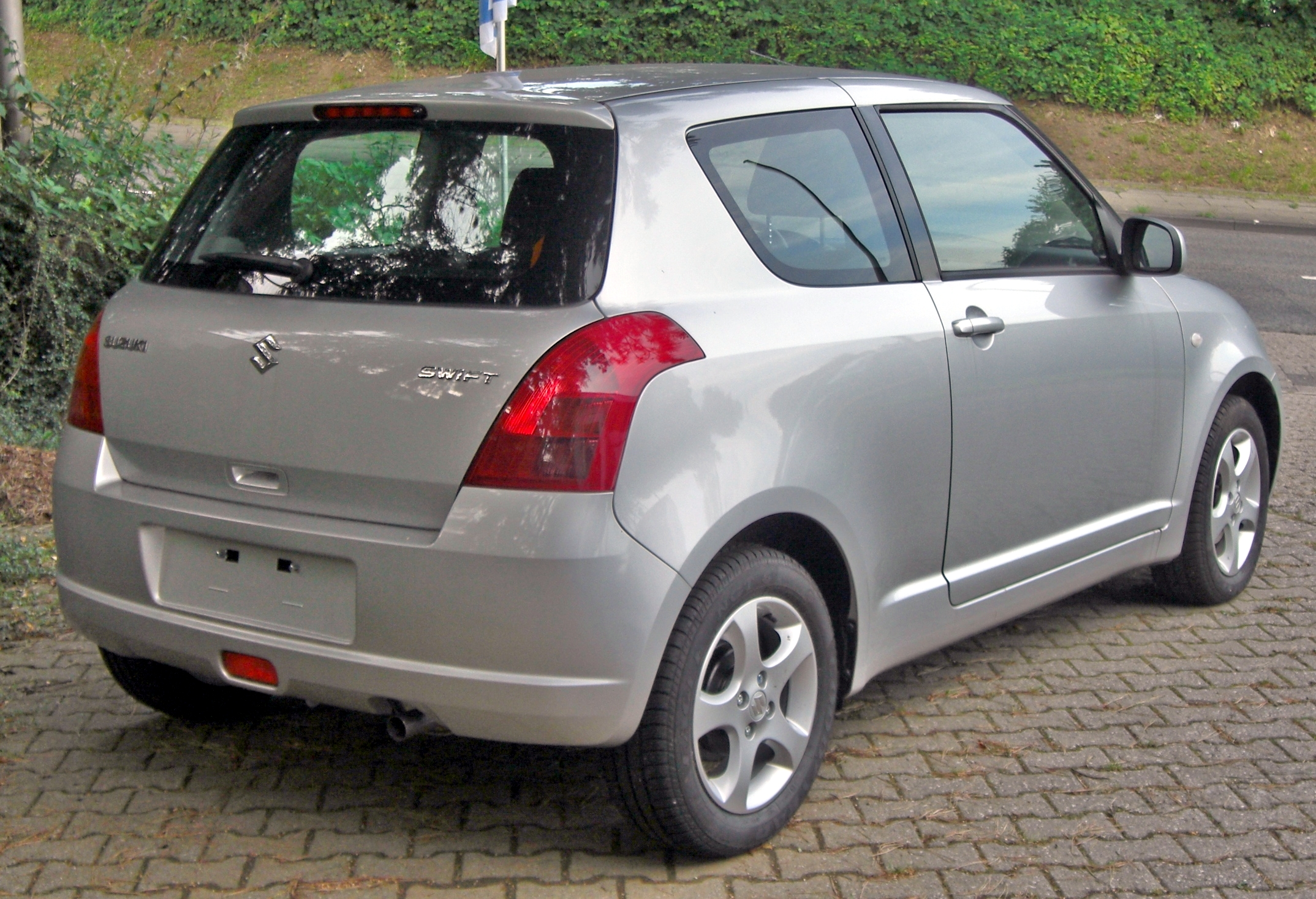
Heckansicht
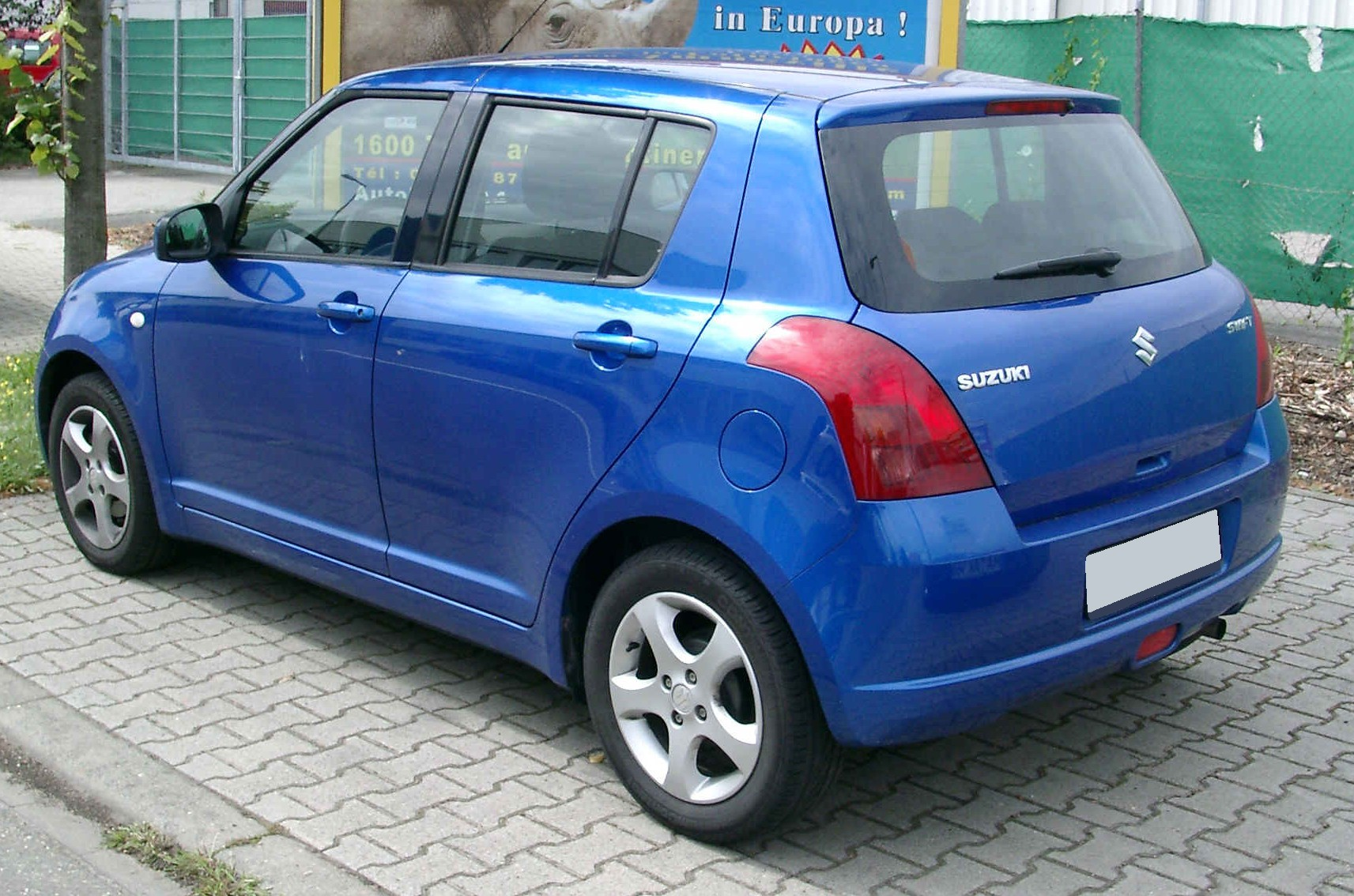
Suzuki Swift Fünftürer (2005–2008)

### Modellpflege
Anfang 2008 erhielt der Swift ein Facelifting, das auch die Einführung eines 1,3-l-Dieselmotors mit Dieselrußpartikelfilter mit sich brachte.

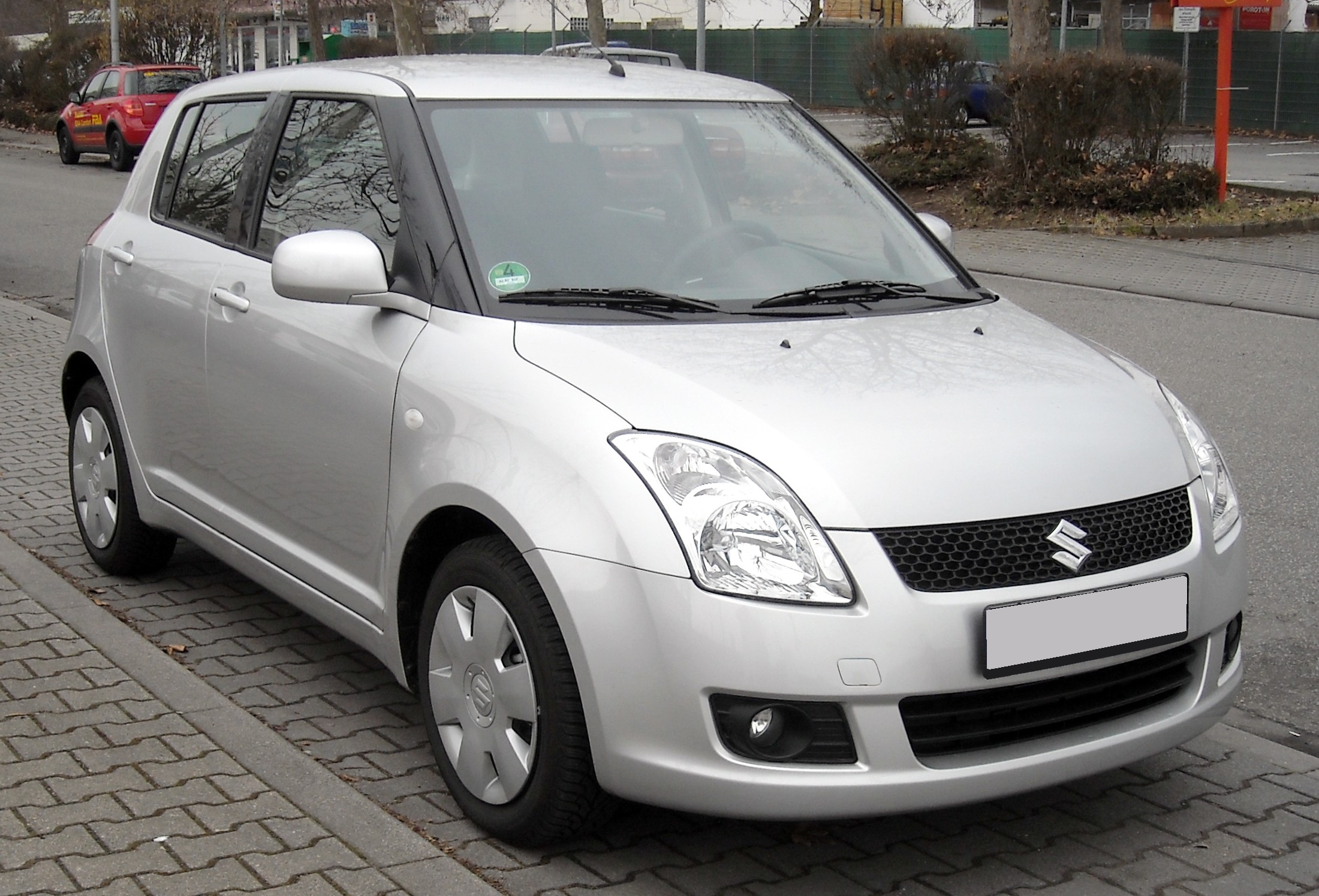
Suzuki Swift Fünftürer (2008–2010)
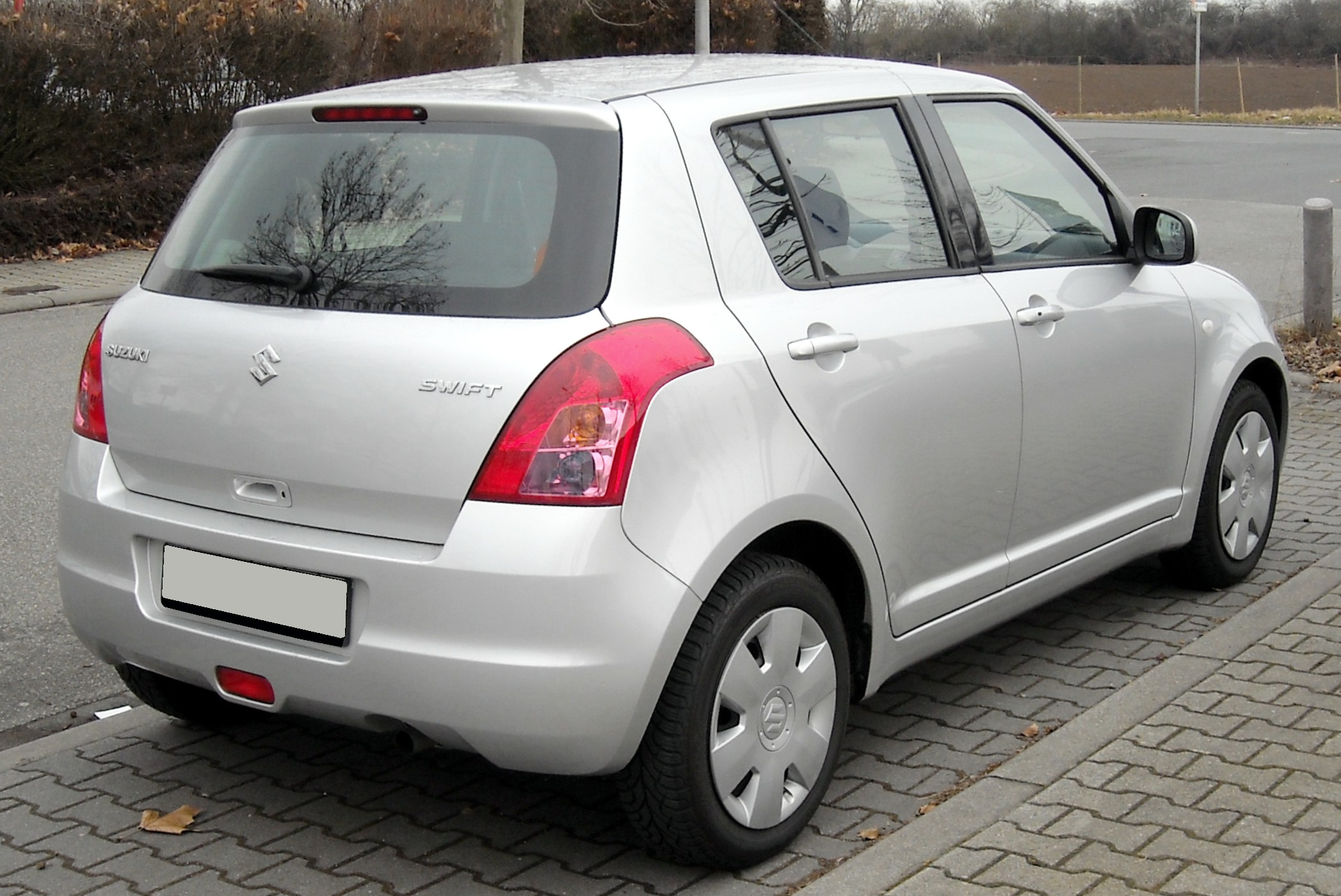
Heckansicht
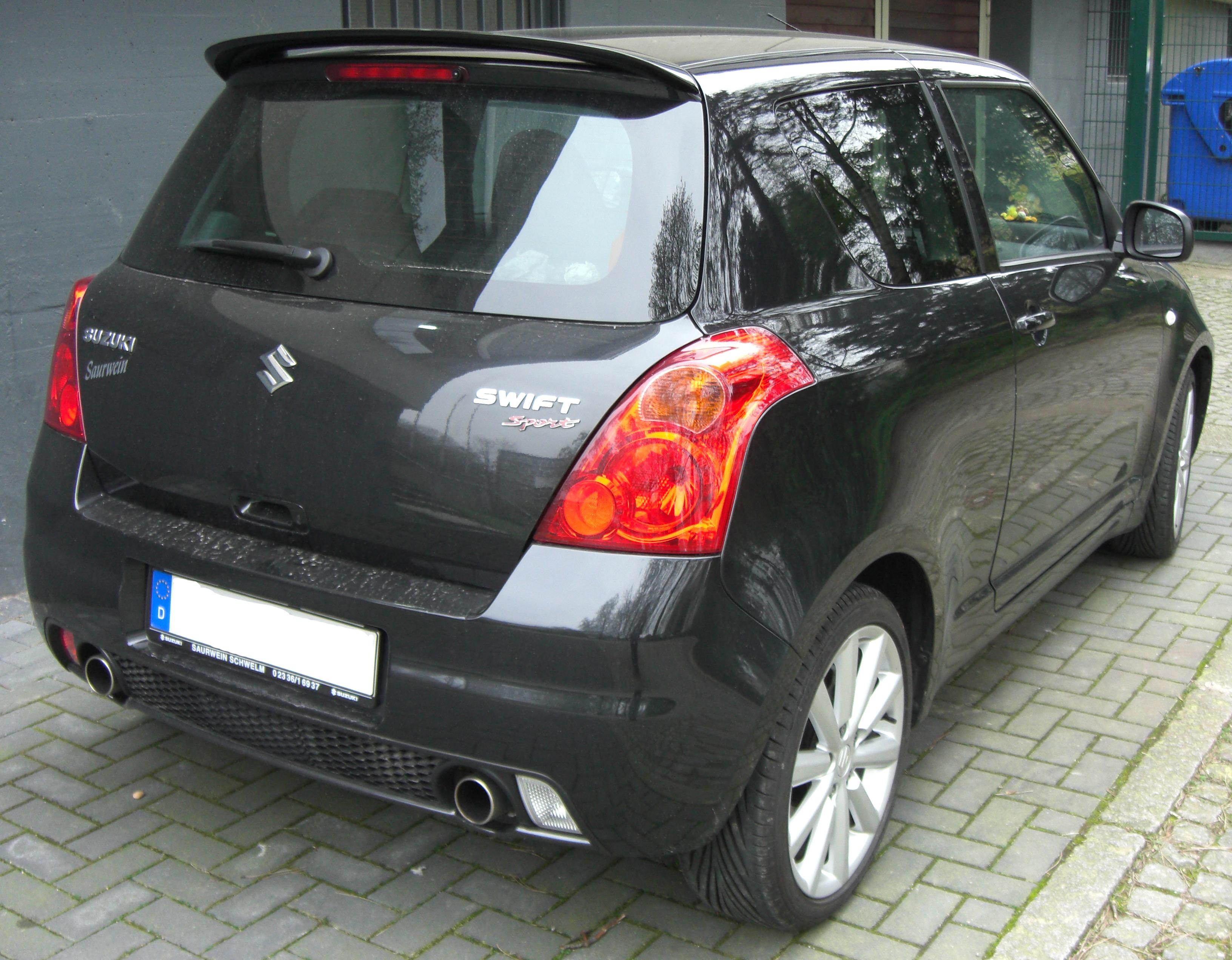
Suzuki Swift Sport (2009)

### Sicherheit
Das anfangs noch angebotene Grundmodell Swift Classic hatte serienmäßig neben dem üblichen ABS und Gurtstraffern lediglich Fahrer- und Beifahrerairbags sowie Scheibenbremsen vorn und Trommelbremsen hinten. Der Swift Sport mit dem stärksten Motor hat auch hinten Scheibenbremsen.
Seit 2009 hatten alle Modelle (Club, Comfort und Sport), mit Ausnahme des 4×4, auch eine Fahrdynamikregelung (ESP), die vorher nur beim Swift Sport erhältlich war. Auch waren alle Typen serienmäßig mit zusammen sechs Airbags (Fahrer-/Beifahrer, Seiten- und Vorhangairbags) ausgerüstet. Beim Euro NCAP-Crashtest erhielt ein solcher Wagen bei der Beurteilung der Insassensicherheit eine Bewertung von vier von fünf möglichen Sternen (33 Punkte) und bei der Kindersicherheit drei Sterne von fünf möglichen (27 Punkte). Die Fußgängersicherheit wurde mit 20 Punkten und drei von vier möglichen Sternen eingestuft.

### Ausstattung
| Sonstige Messwerte                        |                                    |
| CO2-Emission:                             | 120–170 g/km                       |
| Kraftstoffverbrauch kombiniert (EG-Norm): | 4,5–7,2 l/100 km                   |
| Sterne im Euro NCAP-Crashtest             | Vier Sterne im Euro-NCAP-Crashtest |

Einzeln waren Extras außer einer Metalliclackierung nicht erhältlich – das Basismodell Swift Classic hat Servolenkung, wie der Swift Sport eine ungeteilt klappbare Rücksitzlehne sowie eine Radiovorrüstung mit Dachantenne.
Die Ausstattung Club beinhaltete unter anderem elektrische Fensterheber, Zentralverriegelung mit Funkfernbedienung, Lenksäule und Fahrersitz mit Höhenverstellung, Klimaanlage, eine 60:40 geteilte Rücksitzlehne, Drehzahlmesser sowie ein Multifunktionsdisplay mit Digitaluhr, Außentemperaturanzeige und Verbrauchsanzeige.
Die höchste Ausstattungsvariante Comfort hatte elektrisch einstellbare Außenspiegel, ein CD-Radio mit Lenkradfernbedienung, Sitzheizung, Lederlenkrad und 15-Zoll-Leichtmetallräder. Die Variante Comfort+ mit Navigationssystem wurde später nicht mehr angeboten. Keyless Start waren dann serienmäßig in den Varianten Comfort und Sport enthalten.

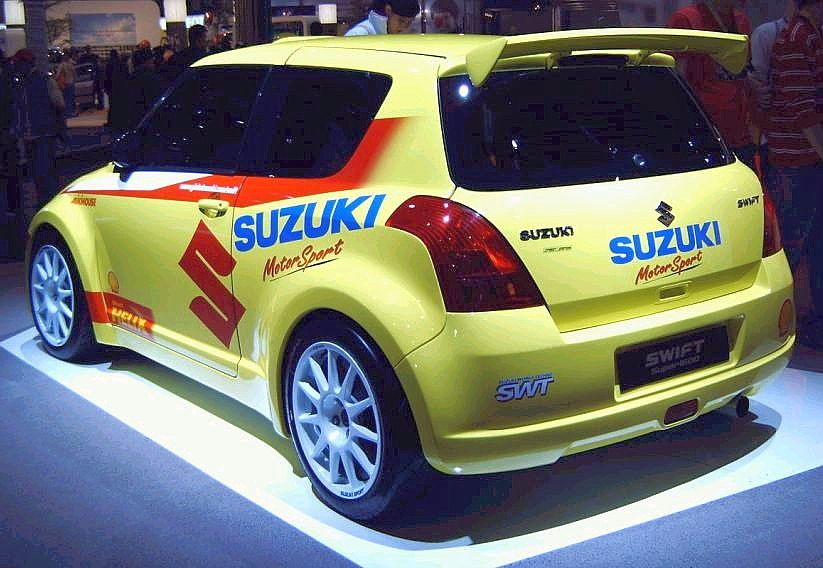
Erste Präsentation des Rallye-Swift

### Motoren
|                                              | 1.3                                                           | 1.5                                                           | 1.6                                                           | 1.3 DDiS DPF                                                       |
| -------------------------------------------- | ------------------------------------------------------------- | ------------------------------------------------------------- | ------------------------------------------------------------- | ------------------------------------------------------------------ |
| Motortyp:                                    | Vierzylinder-Ottomotor in Reihenbauart, Mehrpunkteinspritzung | Vierzylinder-Ottomotor in Reihenbauart, Mehrpunkteinspritzung | Vierzylinder-Ottomotor in Reihenbauart, Mehrpunkteinspritzung | Vierzylinder-Dieselmotor in Reihenbauart, Common-Rail-Einspritzung |
| Motoraufladung:                              | —                                                             | —                                                             | —                                                             | Turbolader                                                         |
| Hubraum:                                     | 1328 cm³                                                      | 1490 cm³                                                      | 1586 cm³                                                      | 1248 cm³                                                           |
| max. Leistung bei min−1:                     | 68 kW (92 PS)/5800                                            | 75 kW (102 PS)/5900                                           | 92 kW (125 PS)/6800                                           | 55 kW (75 PS)/4000                                                 |
| max. Drehmoment bei min−1:                   | 116 Nm/4200                                                   | 133 Nm/4100                                                   | 148 Nm/4800                                                   | 190 Nm/1750–2250                                                   |
| Antriebsart, serienmäßig:                    | Vorderradantrieb                                              | Vorderradantrieb                                              | Vorderradantrieb                                              | Vorderradantrieb                                                   |
| Antriebsart, optional:                       | Allradantrieb                                                 | —                                                             | —                                                             | —                                                                  |
| Getriebeart, serienmäßig:                    | 5-Gang-Schaltgetriebe                                         | 5-Gang-Schaltgetriebe                                         | 5-Gang-Schaltgetriebe                                         | 5-Gang-Schaltgetriebe                                              |
| Getriebeart, optional:                       | 5-Gang-Automatikgetriebe                                      | 4-Gang-Automatikgetriebe                                      | —                                                             | —                                                                  |
| Leergewicht:                                 | 1045–1135 kg                                                  | 1095 kg                                                       | 1105 kg                                                       | 1140 kg                                                            |
| maximale Zuladung:                           | 390–440 kg                                                    | 390 kg                                                        | 380 kg                                                        | 385 kg                                                             |
| Höchstgeschwindigkeit:                       | 167–175 km/h                                                  | 180–185 km/h                                                  | 200 km/h                                                      | 165 km/h                                                           |
| Beschleunigung, 0–100 km/h:                  | 11,0–12,5 s                                                   | 10,0–11,7 s                                                   | 8,9 s                                                         | 13,7 s                                                             |
| Kraftstoffverbrauch auf 100 km (kombiniert): | 5,8–6,2 l Super                                               | 6,5 l Super                                                   | 7,0 l Super                                                   | 4,5 l Diesel                                                       |
| CO2-Emission, kombiniert:                    | 140–147 g/km                                                  | 153 g/km                                                      | 165 g/km                                                      | 120 g/km                                                           |
| Abgasnorm nach EU-Klassifikation:            | Euro 4                                                        | Euro 4                                                        | Euro 4                                                        | Euro 4                                                             |

## Swift (FZ/NZ, 2010–2017)
| Sterne im Euro NCAP-Crashtest | Fünf Sterne im Euro-NCAP-Crashtest |

Das aktuelle Logo des Suzuki Swift

Ab September 2010 war die fünfte Auflage des Swift erhältlich. Neben den drei- und fünftürigen Schrägheckmodellen gab es auch wieder eine Stufenheckvariante, allerdings nur außerhalb Europas.
Er ähnelte stark dem Vorgänger, wurde aber technisch überarbeitet. Kein Teil wurde aus dem vorigen Modell übernommen. Mit Hilfe neuer Motoren konnte der Verbrauch ohne Leistungseinbußen um 20 Prozent gesenkt werden.
Zu Beginn der Produktion standen zwei Motorvarianten zur Verfügung, ein 1,2-Liter-Ottomotor und ein 1,3-Liter-Turbodiesel. Der Ottomotor war ab Anfang 2011 auch mit Allradantrieb zu haben.
- Heckansicht
- Suzuki Swift Dzire (2012–2017)

Ende 2011 kam wieder ein Swift Sport auf den Markt. Der 1,6-Liter-Ottomotor ohne Turbolader stammte vom Vorgänger, leistete jedoch in modifizierter Form nun 100 kW (136 PS). Die fünftürige Variante war auch in Deutschland erhältlich. Der Sport hob sich durch eine geänderte Frontpartie, einen Heckspoiler und -diffusor sowie anders gezeichnete Heckleuchten, Bi-Xenon-Scheinwerfer und sportlich abgerundeten Innenraum vom Normal-Modell ab.

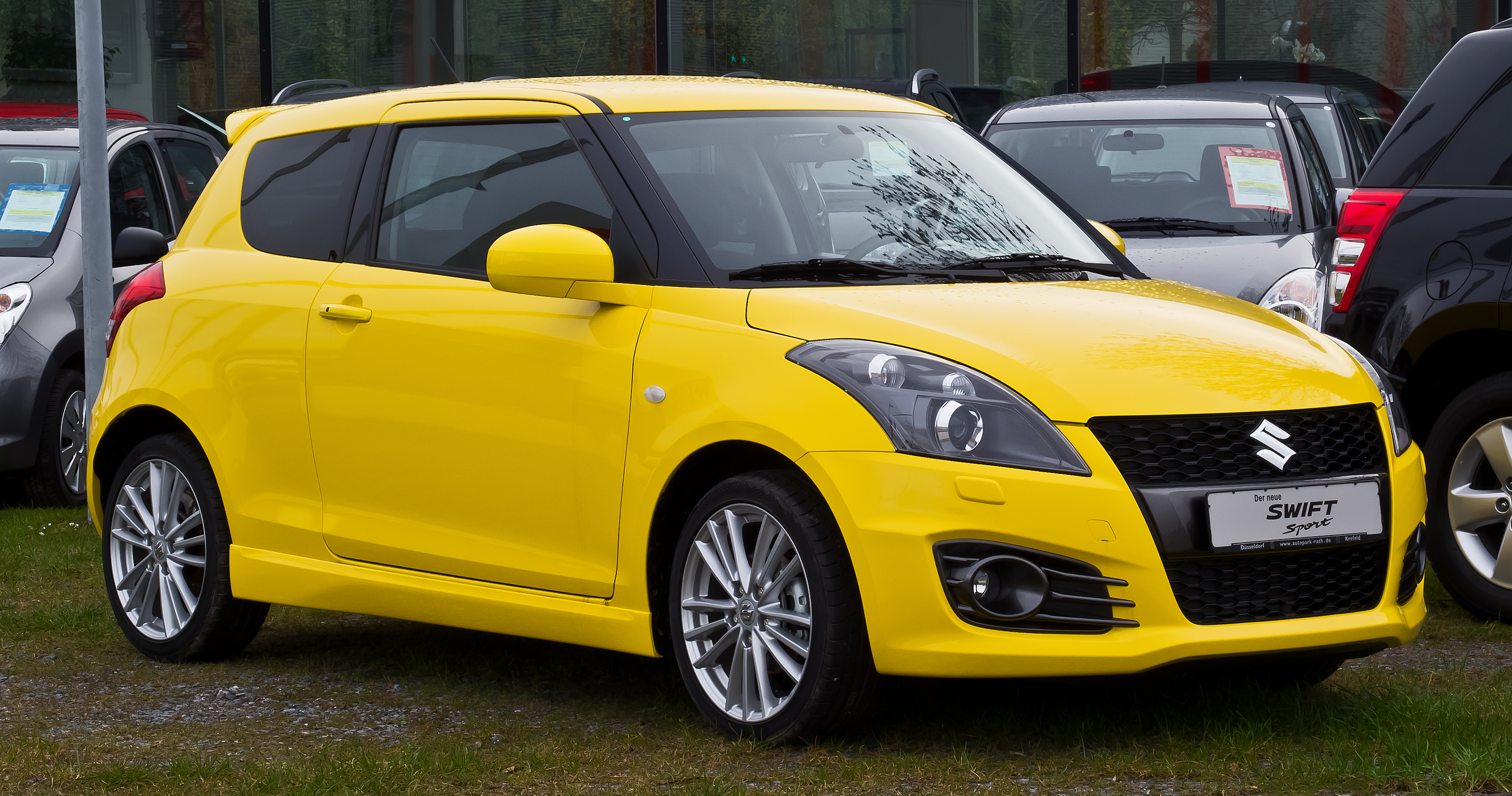
Suzuki Swift Sport (2011–2017)

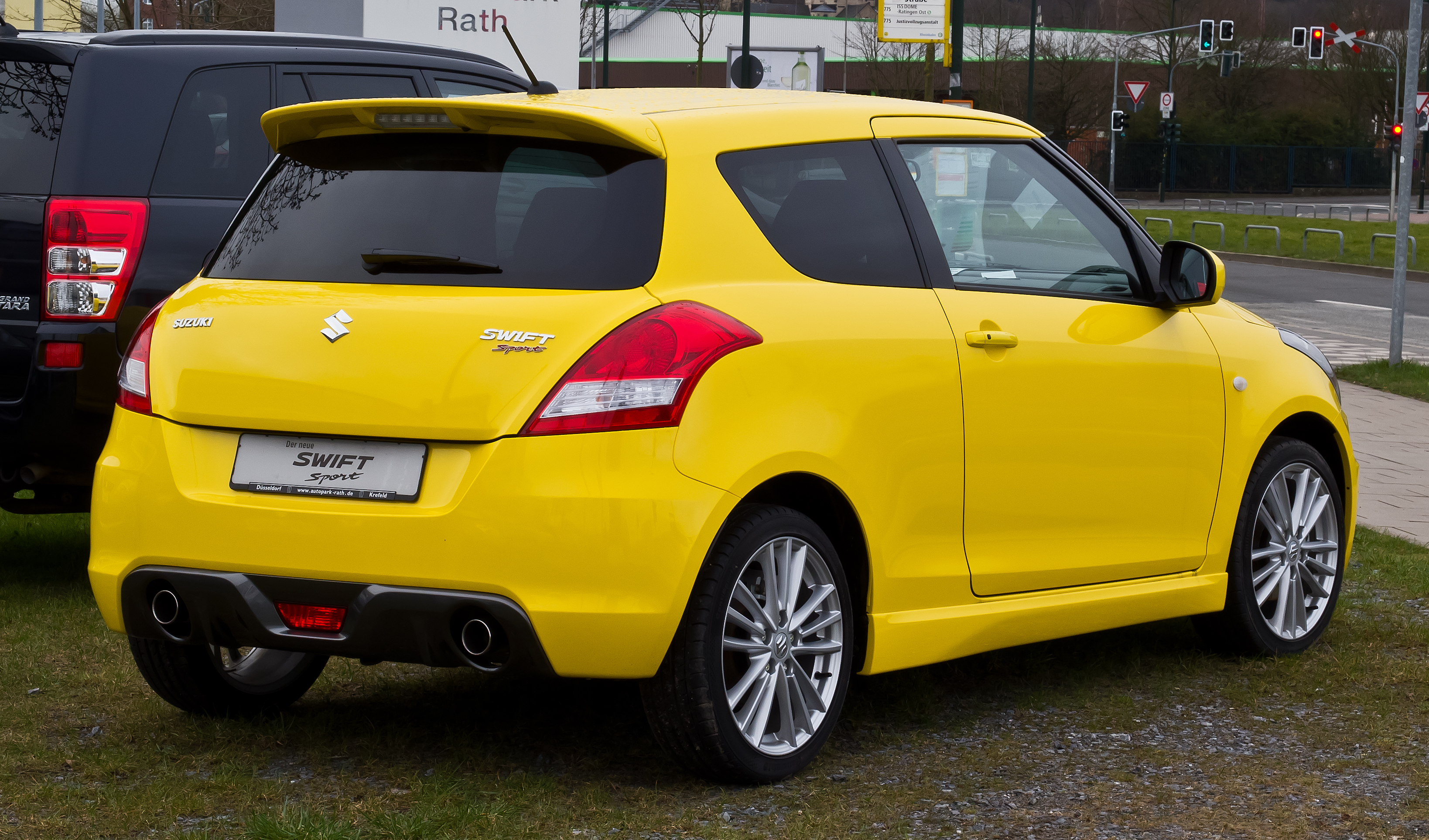
Heckansicht
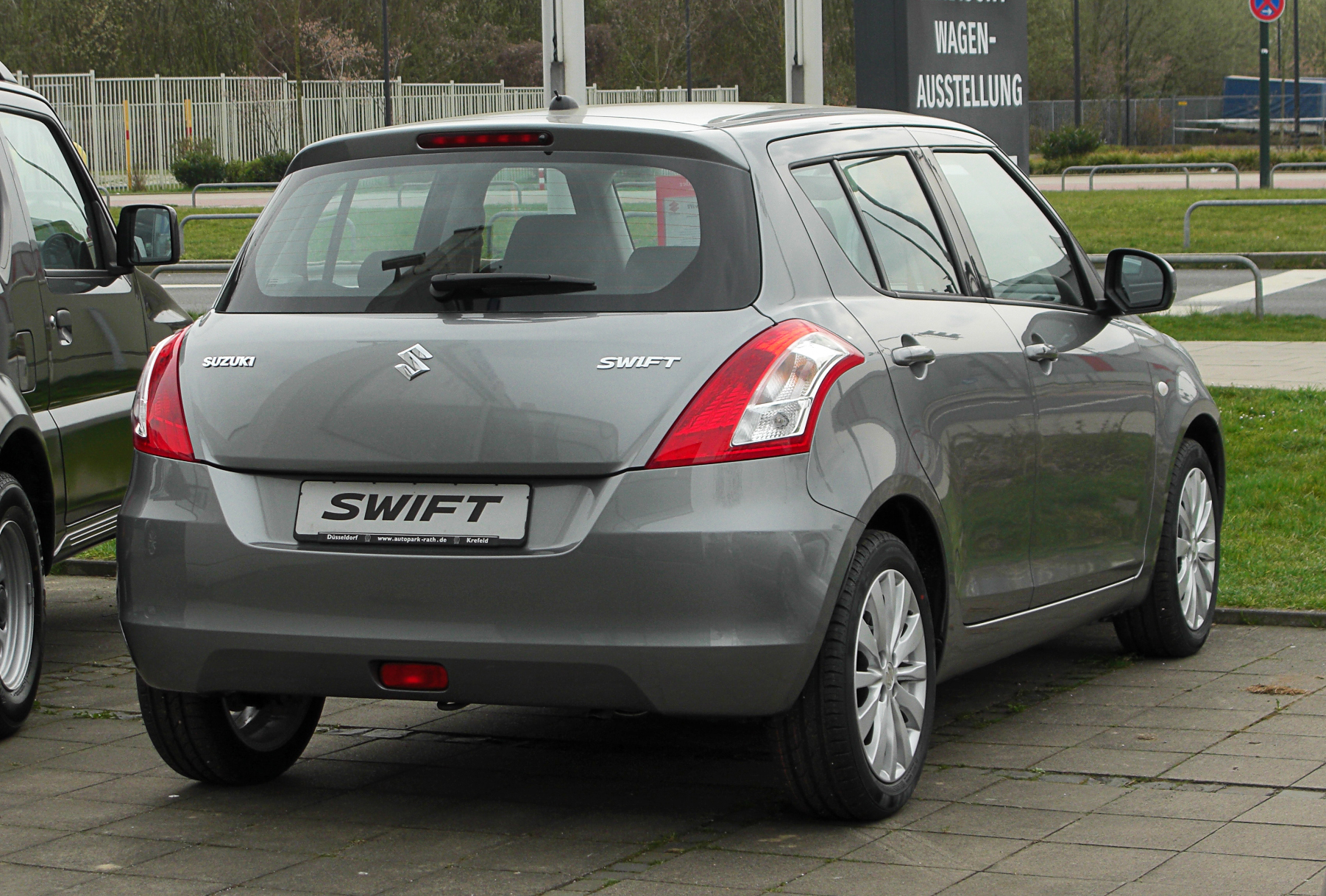
Heckansicht
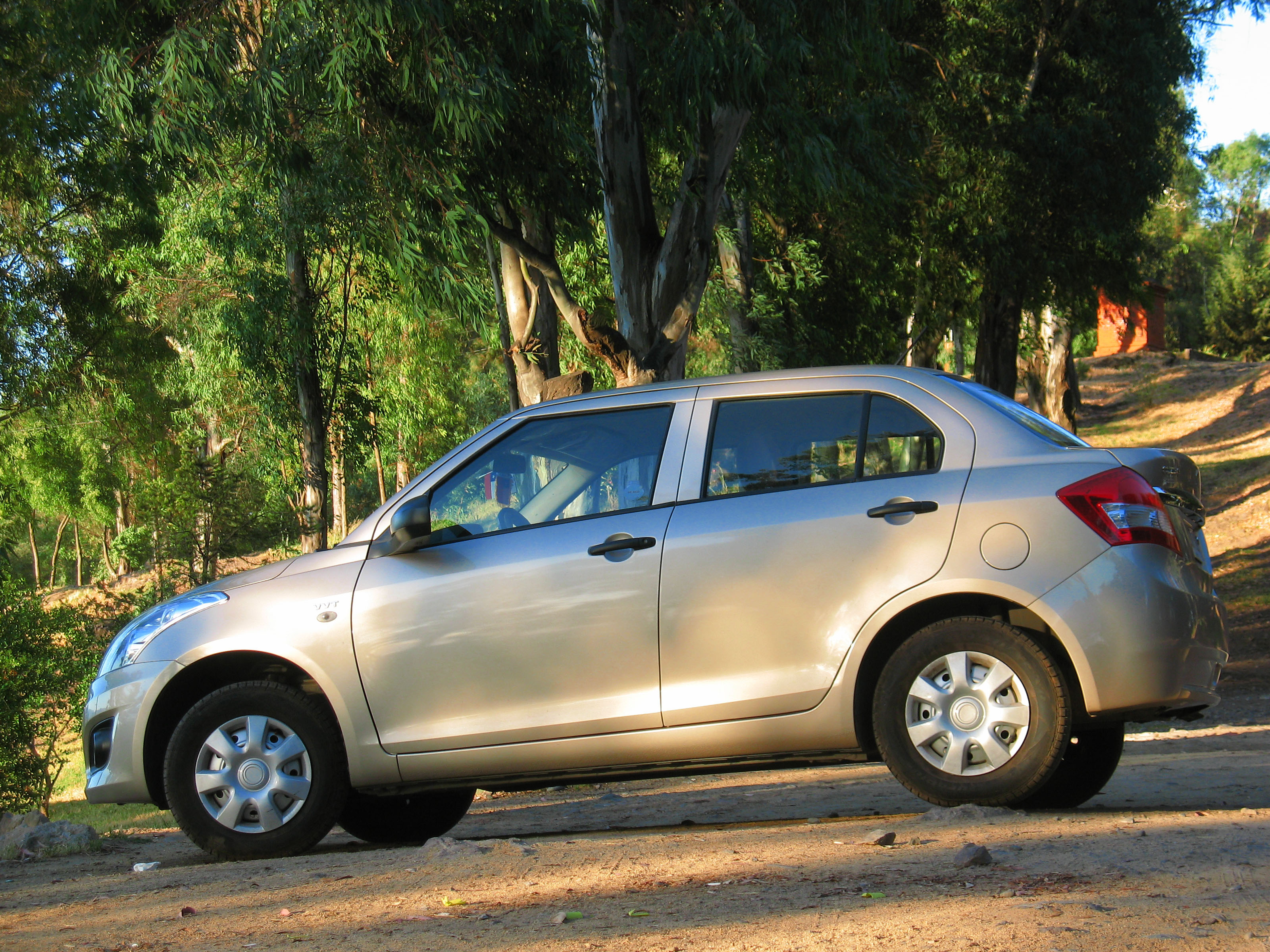
Suzuki Swift Dzire (2012–2017)

### Modellpflege
Im Oktober 2013 wurde der Swift leicht überarbeitet und erhielt einen neu gestalteten Kühlergrill sowie eine neu gestaltete Frontschürze mit LED-Tagfahrleuchten und in den Seitenspiegeln eingelassene Blinkleuchten ab der Ausstattungslinie „Comfort“. Diese Modelle erhielten fortan auch eine Start-Stopp-Automatik, wodurch der Verbrauch sank. Der Diesel verbrauchte dadurch 3,8 l Diesel auf 100 km, der kleinere Ottomotor kam auf einen Verbrauch von 4,9 l Super auf 100 km.

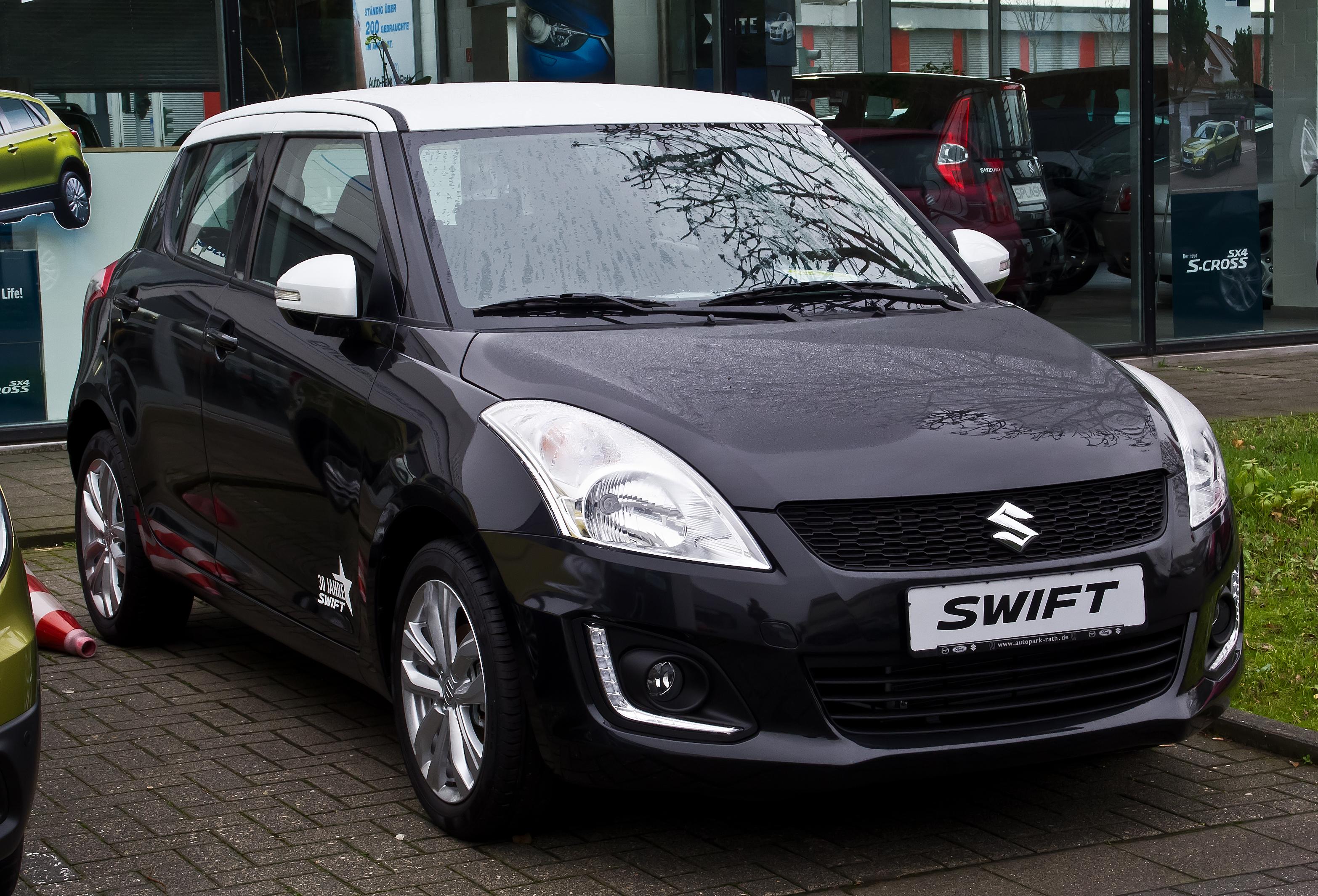
Suzuki Swift (2013–2017)
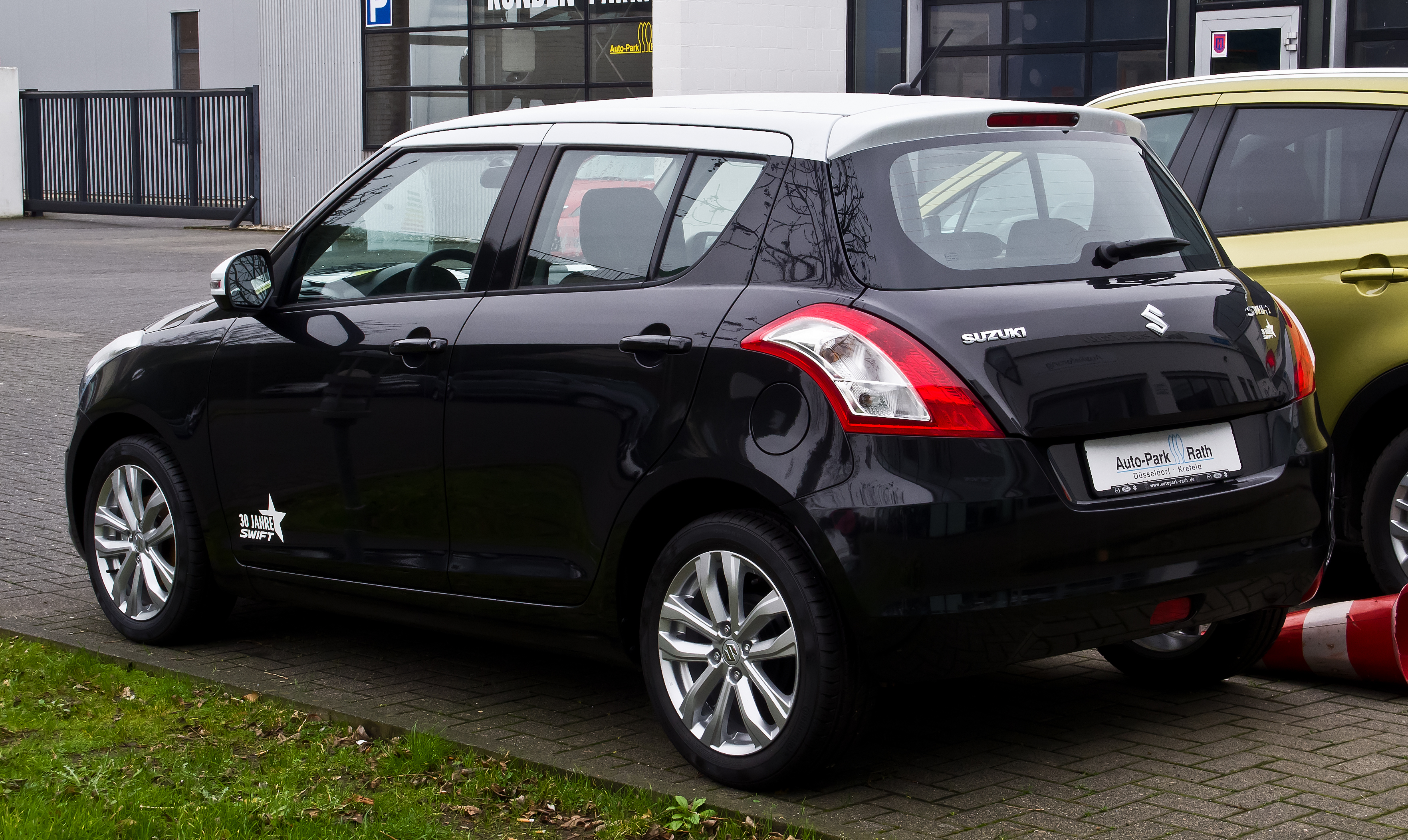
Heckansicht

### Technische Daten
|                                                         | 1.2 ECO                  | 1.2                      | 1.6                      | 1.3 DDiS                         |
| ------------------------------------------------------- | ------------------------ | ------------------------ | ------------------------ | -------------------------------- |
| Bauzeitraum                                             | 2013–2017                | 2010–2017                | 2013–2017                | 2010–2013                        |
| Motorkennbuchstaben                                     | K12B                     | K12B                     | M16A                     | D13A                             |
| Motorbauart und Zylinderanzahl                          | R4-Ottomotor             | R4-Ottomotor             | R4-Ottomotor             | R4-Dieselmotor                   |
| Gemischaufbereitung                                     | Multi-Point-Einspritzung | Multi-Point-Einspritzung | Multi-Point-Einspritzung | Common-Rail-Einspritzung         |
| Nockenwellenantrieb                                     | Steuerkette              | Steuerkette              | Steuerkette              | Steuerkette                      |
| Motoraufladung                                          | –                        | –                        | –                        | Turbo-Kompressor, Ladeluftkühler |
| Ventilsteuerung                                         | DOHC - VVT-i             | DOHC - VVT-i             | DOHC - VVT-i             | DOHC                             |
| Ventile                                                 | 16                       | 16                       | 16                       | 16                               |
| Bohrung × Hub                                           | 73 × 74,2 mm             | 73 × 74,2 mm             | 78 × 83 mm               | 69,6 × 82 mm                     |
| Hubraum                                                 | 1242 cm³                 | 1242 cm³                 | 1586 cm³                 | 1248 cm³                         |
| Verdichtungsverhältnis                                  | 12 : 1                   | 11 : 1                   | 11 : 1                   | 16 : 8                           |
| max. Leistung bei min−1                                 | 66 kW (90 PS)/ 6000      | 69 kW (94 PS)/ 6000      | 100 kW (136 PS)/ 6900    | 55 kW (75 PS)/ 4000              |
| max. Drehmoment bei min−1                               | 120 Nm/ 4400             | 118 Nm/ 4800             | 160 Nm/ 4400             | 190 Nm/ 1750                     |
| Antrieb, serienmäßig                                    | Front                    | Front                    | Front                    | Front                            |
| Antrieb, optional                                       | –                        | Allradantrieb (4x4)      | –                        | –                                |
| Getriebe, serienmäßig                                   | 5-Gang-Schaltgetriebe    | 5-Gang-Schaltgetriebe    | 6-Gang-Schaltgetriebe    | 5-Gang-Schaltgetriebe            |
| Getriebe, optional                                      | –                        | 4-Gang-Automatik         | –                        | –                                |
| Höchstgeschwindigkeit, km/h, [Automatik]                | 165                      | 165                      | 195                      | 165                              |
| Beschleunigung, 0–100 km/h in s, [Automatik]            | 12,3                     | 12,3 [13,5]              | 8,7                      | 12,7                             |
| Kraftstoffverbrauch kombiniert in l/100 km, [Automatik] | 4,3                      | 5 [5,6]                  | 6,4 [6,1]                | 4,2                              |
| CO2-Emission in g/km, kombiniert, [Automatik]           | 99                       | 116 [128]                | 147 [144]                | 109                              |
| Abgasnorm nach EU-Klassifikation                        | Euro 5                   | Euro 5                   | Euro 5                   | Euro 5                           |
| Tankinhalt in l, [4x4]                                  | 42l                      | 42l [40l]                | 42l                      | 42l                              |

## Swift (RZ/AZ, seit 2017)
| Sterne im Euro NCAP-Crashtest in der Basisausstattung | 3 Sterne im Euro-NCAP-Crashtest |

| Sterne im Euro NCAP-Crashtest mit dem Sicherheitspaket | 4 Sterne im Euro-NCAP-Crashtest |

Nachdem Mitte März 2016 die ersten Bilder der sechsten Generation im Internet vorzeitig verbreitet worden waren, stellte Suzuki den neuen Swift am 27. Dezember 2016 offiziell vor. In Japan kam der Kleinwagen am 4. Januar 2017 in den Handel. Die Europaversion debütierte auf dem 87. Genfer Auto-Salon im März 2017 und steht seit dem 13. Mai 2017 zu Preisen ab 13.790 Euro bei den Händlern. Außerhalb Europas wurde außerdem am 16. Mai 2017 die Stufenheck-Variante Suzuki Dzire eingeführt. Der Zusatz Swift im Modellnamen entfiel mit der Einführung der neuen Generation.
Der Swift der sechsten Generation ist im Vergleich zum Vorgängermodell einen Zentimeter kürzer, drei Zentimeter flacher und vier Zentimeter breiter. Durch den Einsatz einer neuen Plattform, auf der in abgewandelter Form auch der Suzuki Baleno aufbaut, konnte das Gewicht auf rund 900 kg gesenkt werden. Die hinteren Türgriffe des nur noch als Fünftürer gebauten Fahrzeugs sitzen nun neben der C-Säule, der Frontgrill wurde deutlich größer.

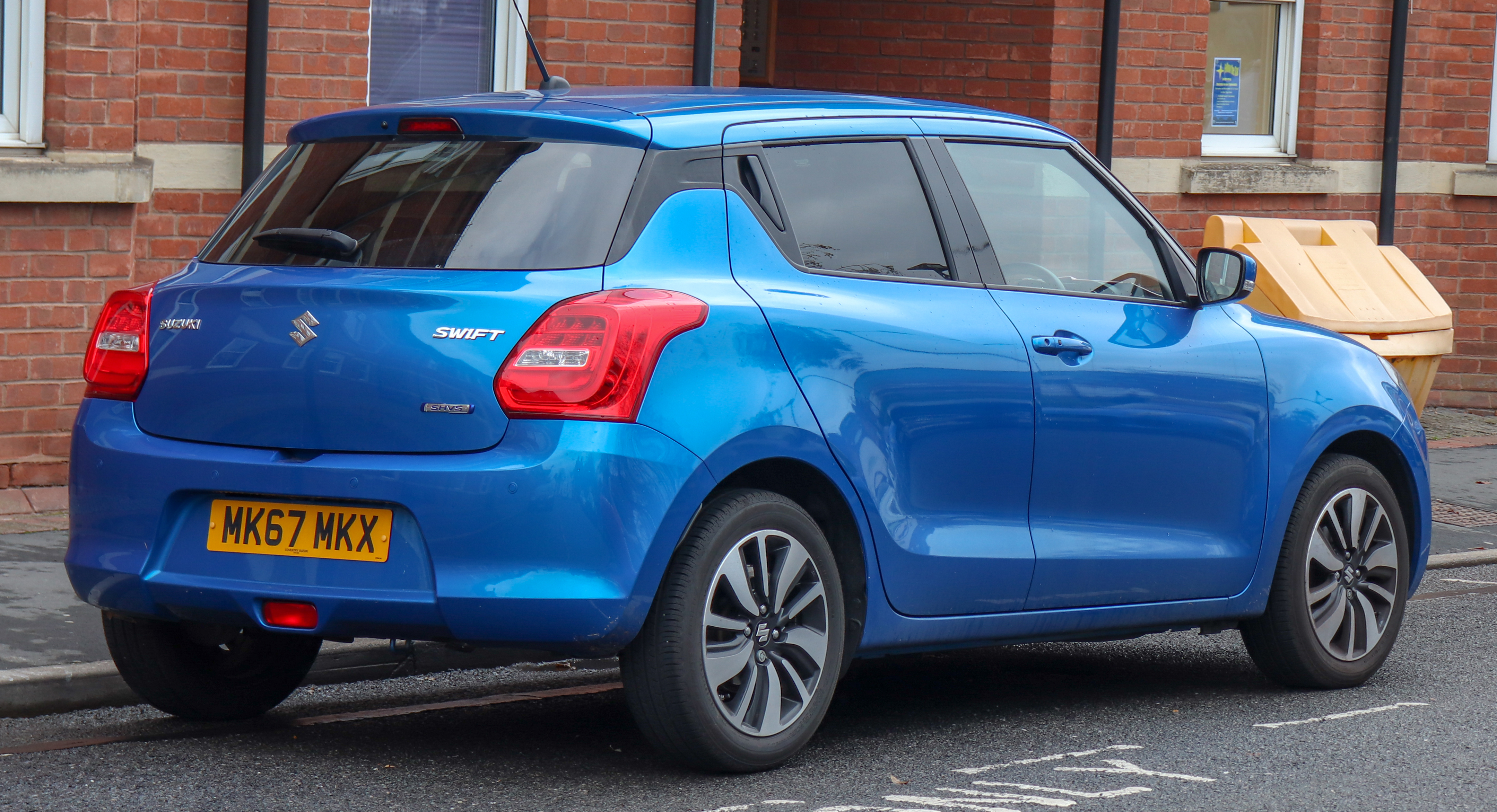
Heckansicht
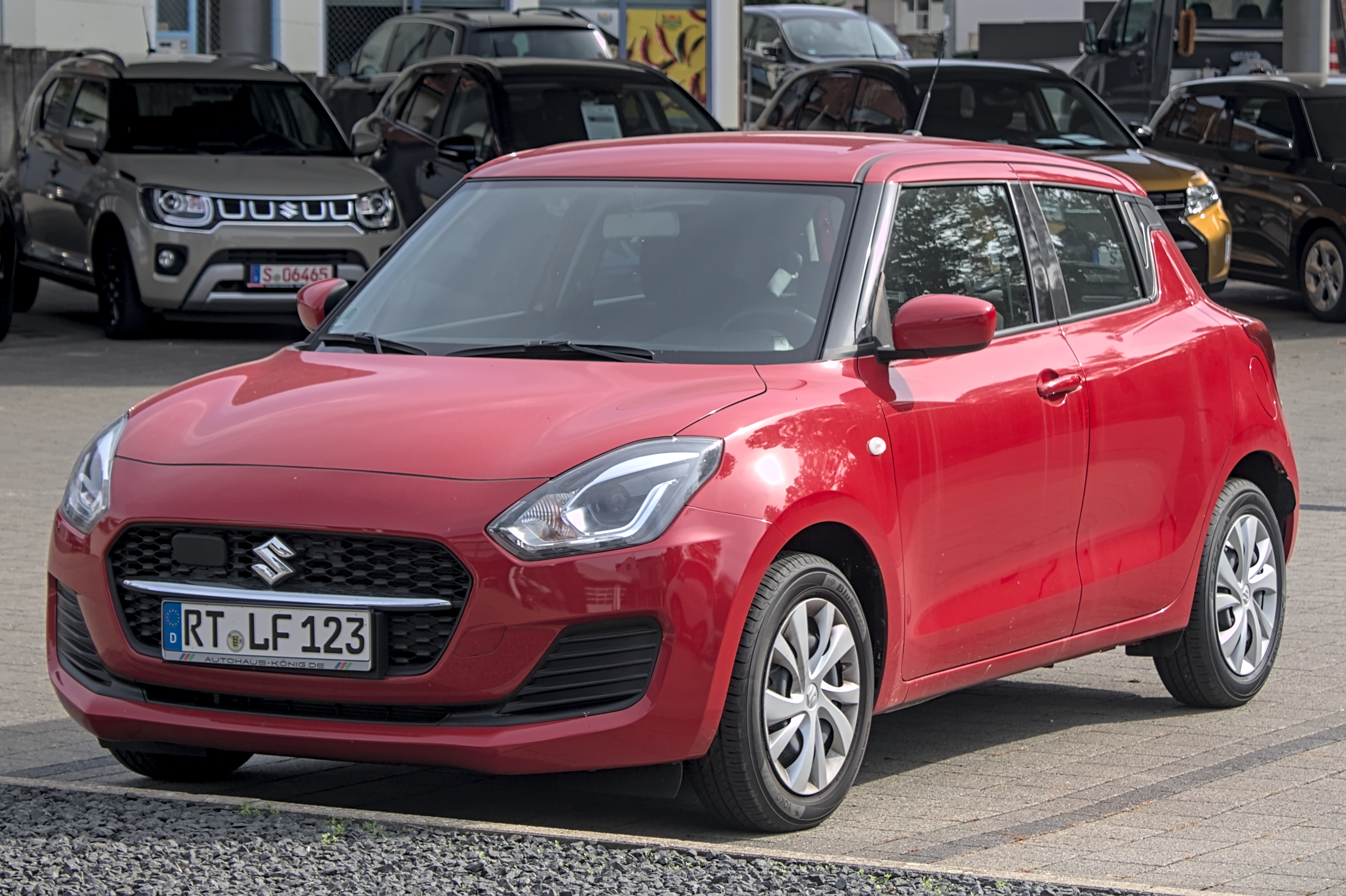
Suzuki Swift (2020–2024)
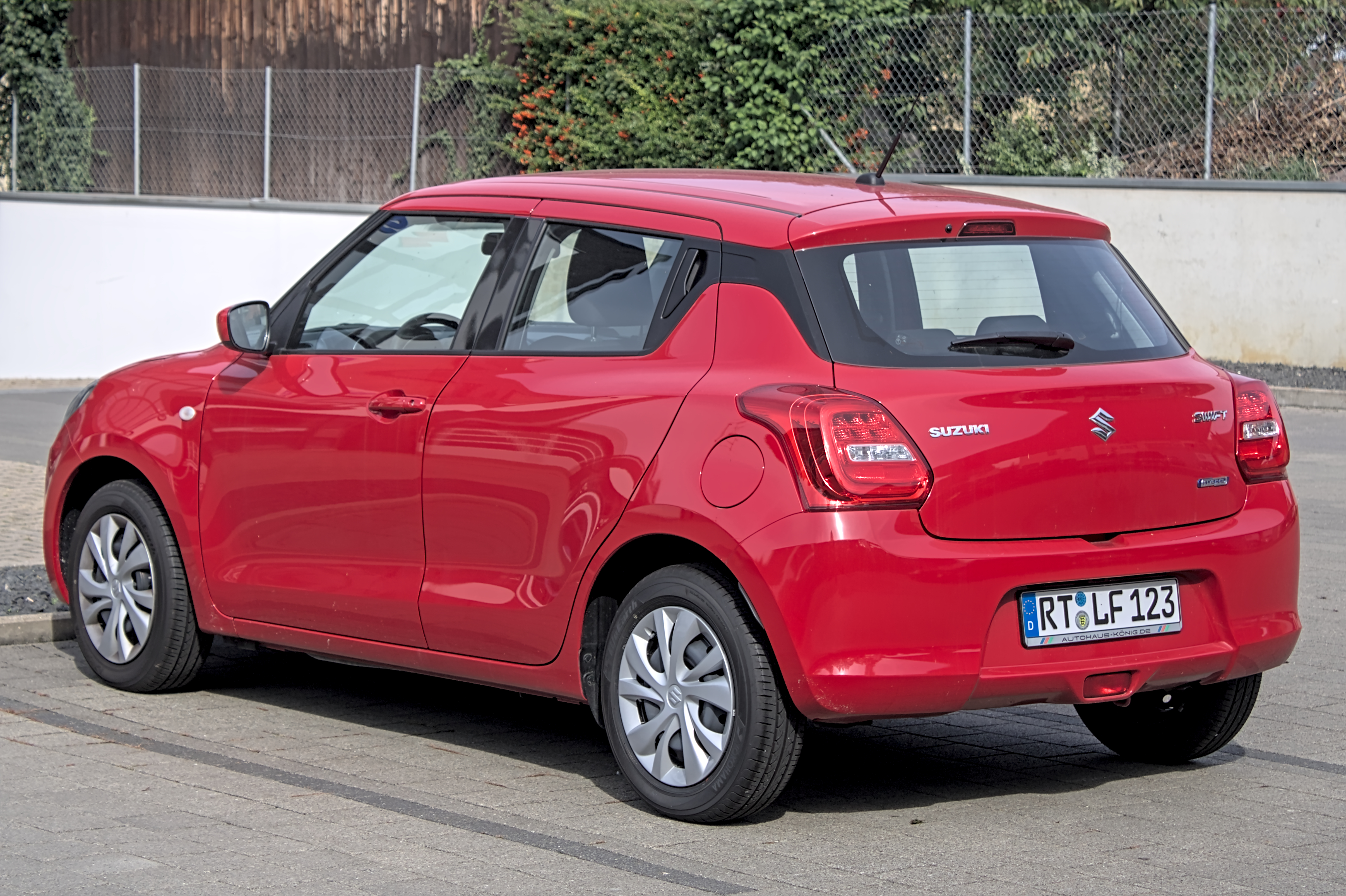
Heckansicht

Die beiden zunächst erhältlichen Motoren verwendete Suzuki auch im Baleno. Der 82 kW (111 PS) starke Einliter-Turbomotor wird auch als Mild-Hybrid SHVS oder mit einem 6-Stufen-Automatikgetriebe, der schwächere 1,2-Liter-Saugmotor schon wie im Vorgängermodell auch mit Allradantrieb angeboten. Am 23. Juni 2018 folgte der Swift Sport mit dem 103 kW (140 PS) starken 1,4-Liter-Ottomotor aus dem Vitara S. Er debütierte auf der IAA im September 2017 in Frankfurt am Main.

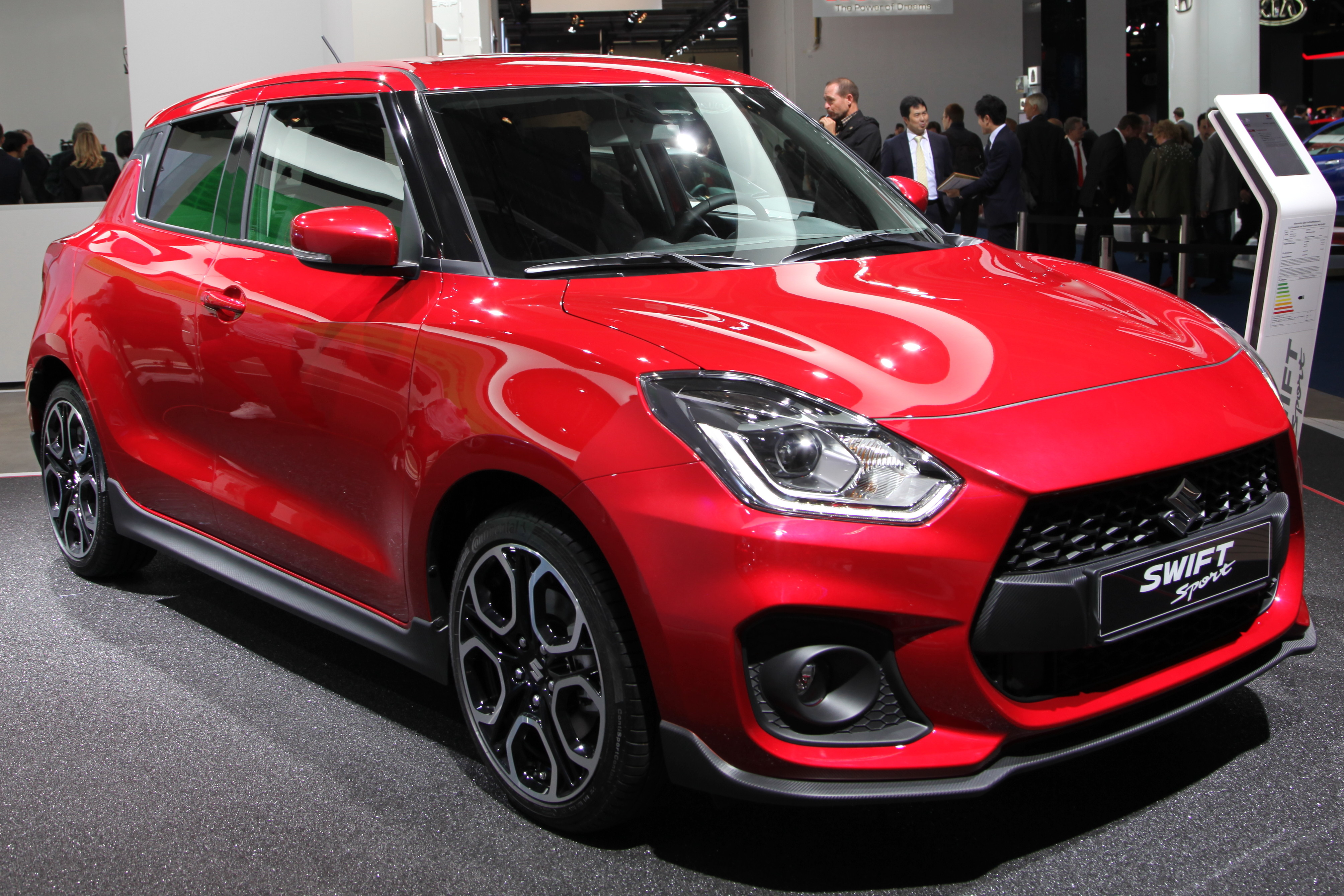
Suzuki Swift Sport (2018–2020)
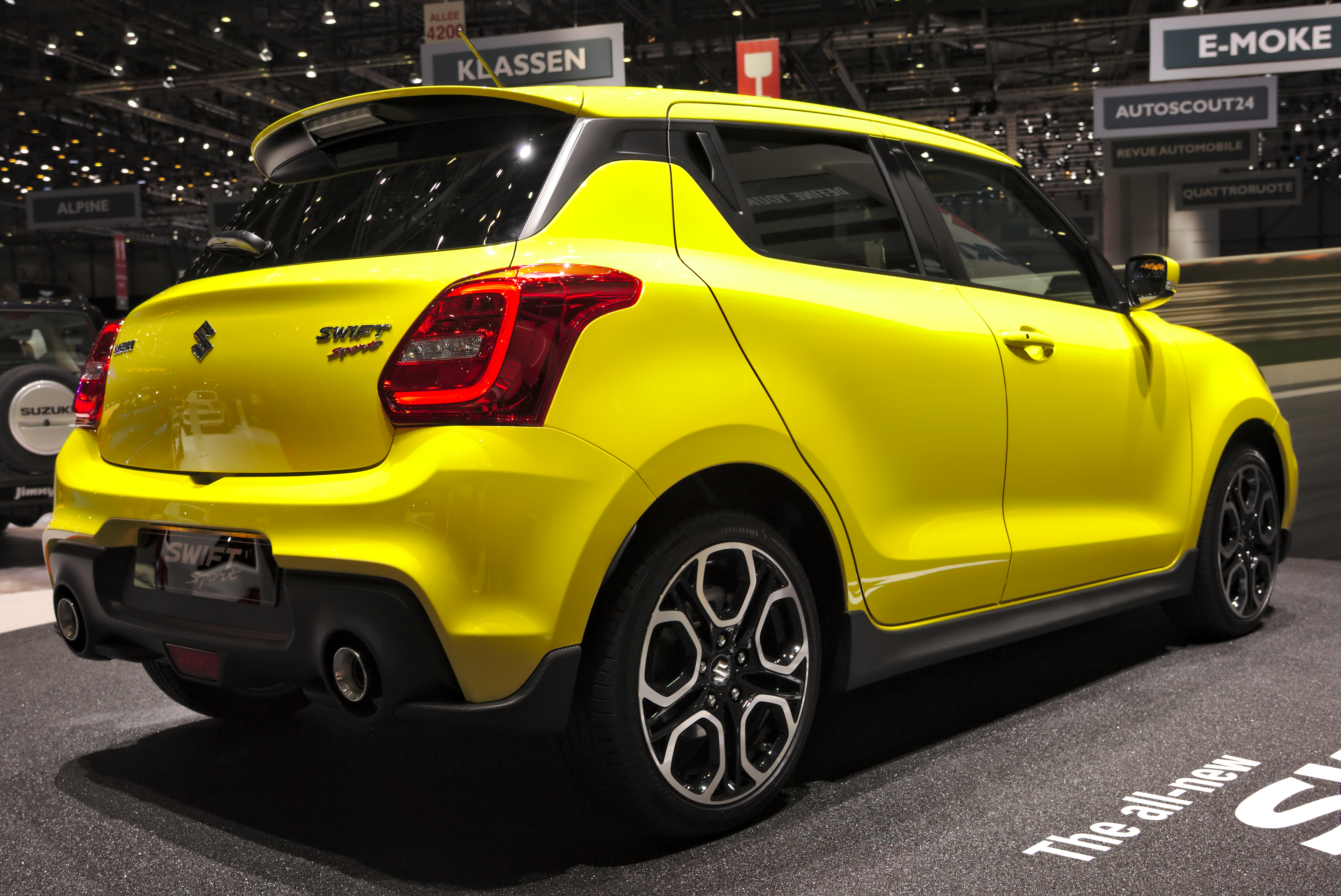
Heckansicht

Im Juli 2020 präsentierte Suzuki eine überarbeitete Variante des Swift. Der Einliter-Ottomotor entfällt. Zum 20-jährigen Jubiläum Suzukis auf dem spanischen, portugiesischen und andorranischen Markt wurde im Mai 2023 das auf 35 Exemplare limitierte Sondermodell 20 Aniversario für ebendiese Märkte vorgestellt. Weil die Produktion des Swift Sport eingestellt werden soll, wurde im Dezember 2024 für den japanischen Markt das Sondermodell ZC33S Final Edition vorgestellt. Es soll bis Ende 2025 im Handel bleiben.

### Sicherheit
2017 wurde der Suzuki Swift vom Euro NCAP auf die Fahrzeugsicherheit getestet. In der Basisausführung erhielt der Swift drei von fünf möglichen Sternen. Da jedoch für das Modell ein Sicherheitspaket optional erhältlich ist, wurde der Swift zusätzlich auch mit dem Sicherheitspaket getestet. Bei diesem Test erhielt er vier von fünf Sternen.

### Technische Daten
|                                             | 1.2                       | 1.2                       | 1.2                                     | 1.0                                             | 1.0                                             | 1.0 SHVS               | 1.0 SHVS               | 1.4 Boosterjet         | 1.4 Boosterjet Hybrid  |
| Bauzeitraum                                 | 05/2017–09/2018           | 09/2018–07/2020           | 07/2020–03/2024                         | 05/2017–09/2018                                 | 09/2018–07/2020                                 | 05/2017–09/2018        | 09/2018–07/2020        | 06/2018–03/2020        | seit 04/2020           |
| Motorkenndaten                              |                           |                           |                                         |                                                 |                                                 |                        |                        |                        |                        |
| Motortyp                                    | R4-Ottomotor              | R4-Ottomotor              | R4-Ottomotor                            | R3-Ottomotor                                    | R3-Ottomotor                                    | R3-Ottomotor           | R3-Ottomotor           | R4-Ottomotor           | R4-Ottomotor           |
| Motoraufladung                              | —                         | —                         | —                                       | Turbolader                                      | Turbolader                                      | Turbolader             | Turbolader             | Turbolader             | Turbolader             |
| Hubraum                                     | 1242 cm³                  | 1242 cm³                  | 1197 cm³                                | 998 cm³                                         | 998 cm³                                         | 998 cm³                | 998 cm³                | 1373 cm³               | 1373 cm³               |
| max. Leistung bei min−1                     | 66 kW (90 PS) / 6000      | 66 kW (90 PS) / 6000      | 61 kW (83 PS) / 6000                    | 82 kW (111 PS) / 5500                           | 82 kW (111 PS) / 5500                           | 82 kW (111 PS) / 5500  | 82 kW (111 PS) / 5500  | 103 kW (140 PS) / 5500 | 95 kW (129 PS) / 5500  |
| max. Drehmoment bei min−1                   | 120 Nm / 4400             | 120 Nm / 4400             | 107 Nm / 2800                           | 170 Nm / 2000–3500/min [160 Nm / 1700–4000/min] | 170 Nm / 2000–3500/min [160 Nm / 1700–4000/min] | 170 Nm / 2000–3500/min | 170 Nm / 2000–3500/min | 230 Nm / 2500–3500/min | 235 Nm / 2000–3000/min |
| Kraftübertragung                            |                           |                           |                                         |                                                 |                                                 |                        |                        |                        |                        |
| Antrieb, serienmäßig                        | Vorderradantrieb          | Vorderradantrieb          | Vorderradantrieb                        | Vorderradantrieb                                | Vorderradantrieb                                | Vorderradantrieb       | Vorderradantrieb       | Vorderradantrieb       | Vorderradantrieb       |
| Antrieb, optional                           | (Allradantrieb)           | (Allradantrieb)           | (Allradantrieb)                         | —                                               | —                                               | —                      | —                      | —                      | —                      |
| Getriebe, serienmäßig                       | 5-Gang-Schaltgetriebe     | 5-Gang-Schaltgetriebe     | 5-Gang-Schaltgetriebe                   | 5-Gang-Schaltgetriebe                           | 5-Gang-Schaltgetriebe                           | 5-Gang-Schaltgetriebe  | 5-Gang-Schaltgetriebe  | 6-Gang-Schaltgetriebe  | 6-Gang-Schaltgetriebe  |
| Getriebe, optional                          | —                         | —                         | [Stufenloses Getriebe]                  | [6-Gang-Automatikgetriebe]                      | [6-Gang-Automatikgetriebe]                      | —                      | —                      | —                      | —                      |
| Messwerte                                   |                           |                           |                                         |                                                 |                                                 |                        |                        |                        |                        |
| Höchstgeschwindigkeit                       | 180 km/h (170 km/h)       | 180 km/h (170 km/h)       | 175 km/h (165 km/h) [170 km/h]          | 195 km/h [190 km/h]                             | 195 km/h [190 km/h]                             | 195 km/h               | 195 km/h               | 210 km/h               | 210 km/h               |
| Beschleunigung, 0–100 km/h                  | 11,9 s (12,6 s)           | 11,9 s (12,6 s)           | 13,1 s (13,8 s)                         | 10,6 s [10,0 s]                                 | 10,6 s [10,0 s]                                 | 10,6 s                 | 10,6 s                 | 8,1 s                  | 9,1 s                  |
| Leergewicht                                 | 990 kg (1100 kg)          | 990 kg (1100 kg)          | 940 kg (1050 kg) [1000 kg]              | 1015 kg [1090 kg]                               | 1015 kg [1090 kg]                               | 1015 kg                | 1015 kg                | 1045 kg                | 1095 kg                |
| Zulässiges Gesamtgewicht                    | 1365 kg (1405 kg)         | 1365 kg (1405 kg)         | 1365 kg (1420 kg) [1375 kg]             | 1380 kg                                         | 1380 kg                                         | 1380 kg                | 1380 kg                | 1445 kg                | 1445 kg                |
| Kraftstoffverbrauch auf 100 km (kombiniert) | 4,3 l Super (4,9 l Super) | 4,6 l Super (4,9 l Super) | 3,9 l Super (4,2 l Super) [4,1 l Super] | 4,6 l Super [5,0 l Super]                       | 4,8 l Super [5,3 l Super]                       | 4,3 l Super            | 4,3 l Super            | 5,6 l Super            | 4,7 l Super            |
| CO2-Emissionen (kombiniert)                 | 98 g/km (110 g/km)        | 106 g/km (112 g/km)       | 88 g/km (95 g/km) [94 g/km]             | 104 g/km [114 g/km]                             | 110 g/km [121 g/km]                             | 97 g/km                | 98 g/km                | 125 g/km               | 106 g/km               |
| Abgasnorm                                   | Euro 6                    | Euro 6d-TEMP              | Euro 6d                                 | Euro 6                                          | Euro 6d-TEMP                                    | Euro 6                 | Euro 6d-TEMP           | Euro 6d-TEMP           | Euro 6d                |
| Tankinhalt                                  | 37 l                      | 37 l                      | 37 l                                    | 37 l                                            | 37 l                                            | 37 l                   | 37 l                   | 37 l                   | 37 l                   |

## Swift (YED, seit 2024)
| Sterne im Euro NCAP-Crashtest | 3 Sterne im Euro-NCAP-Crashtest |

Im Oktober 2023 präsentierte Suzuki auf der Japan Mobility Show eine seriennahe Konzeptstudie der siebten Generation, deren Markteinführung im Frühjahr 2024 erfolgte. Bei den äußerlichen Veränderungen fällt die rundlichere Motorhaube auf, die nun auf den Kotflügeln aufliegt. Ebenso wurden Scheinwerfer und Rückleuchten überarbeitet. Die zuvor in der C-Säule versteckten Türgriffe hinten werden wieder konventionell ausgeführt. Statt vier Zylindern hat der 1,2 Liter-Ottomotor nur noch drei. Der Wagen hat in Europa immer ein 48 Volt-Bordnetz. Die maximale Leistung beträgt 61 kW (83 PS), das maximale Drehmoment 112 Nm. Der Motor kann mit einem Fünfgang-Schaltgetriebe oder einem stufenlosen Getriebe kombiniert werden. Ein Allradantrieb ist nur mit dem manuell zu schaltenden Getriebe verfügbar. Im Innenraum gibt es fortan ein 9 Zoll großes Infotainmentdisplay. Apple CarPlay und Android Auto werden kabellos unterstützt.

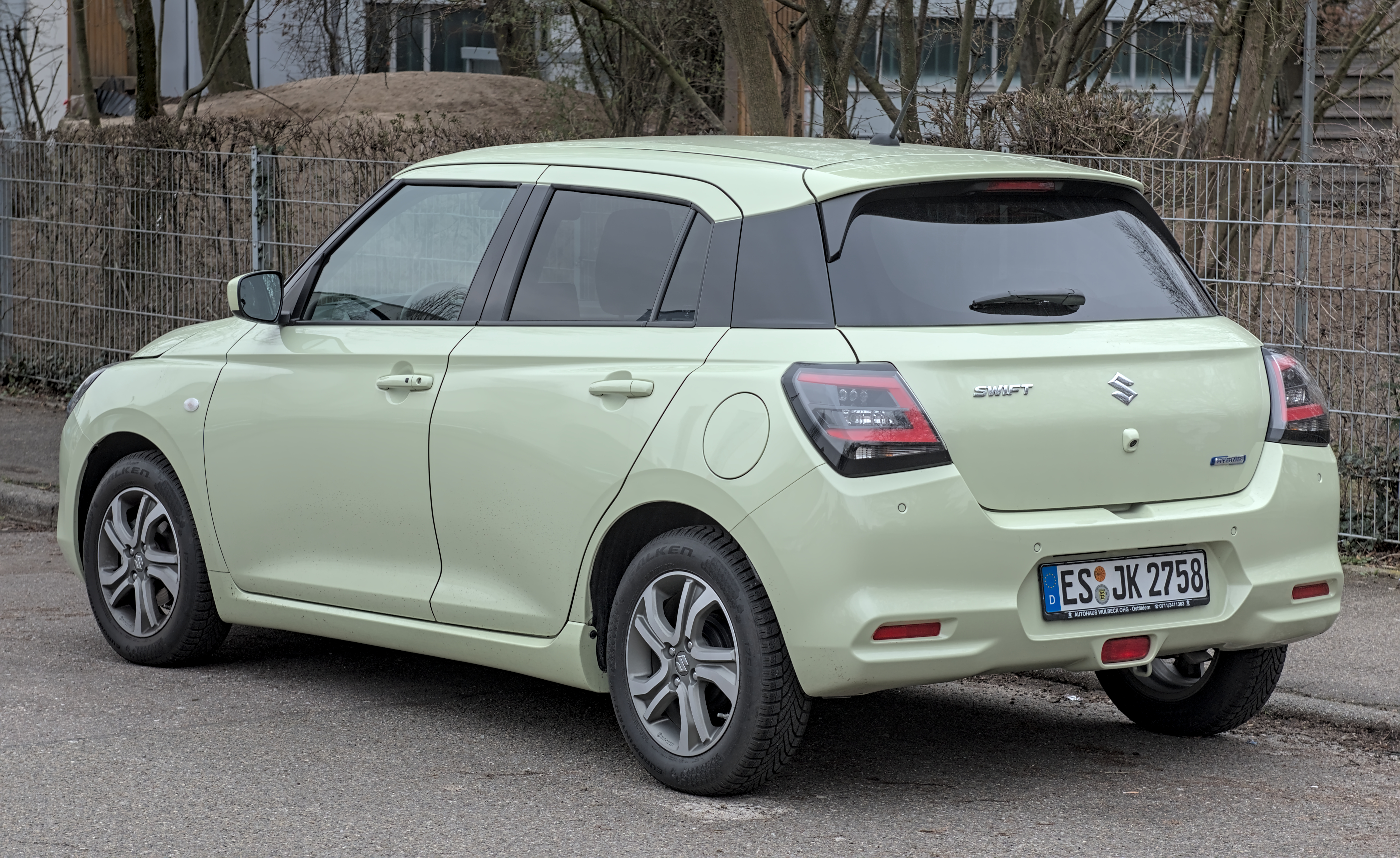
Heckansicht
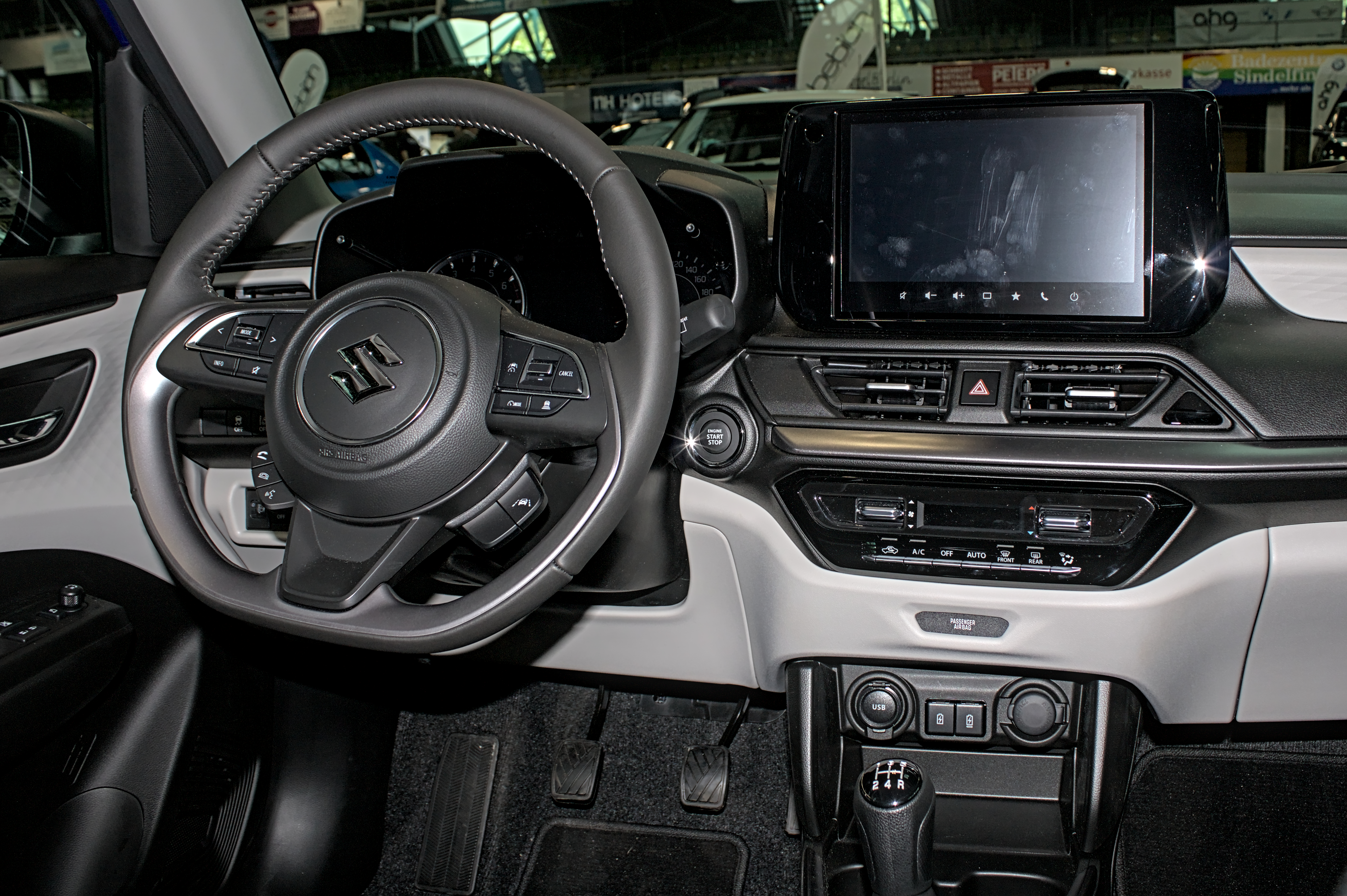
Innenansicht
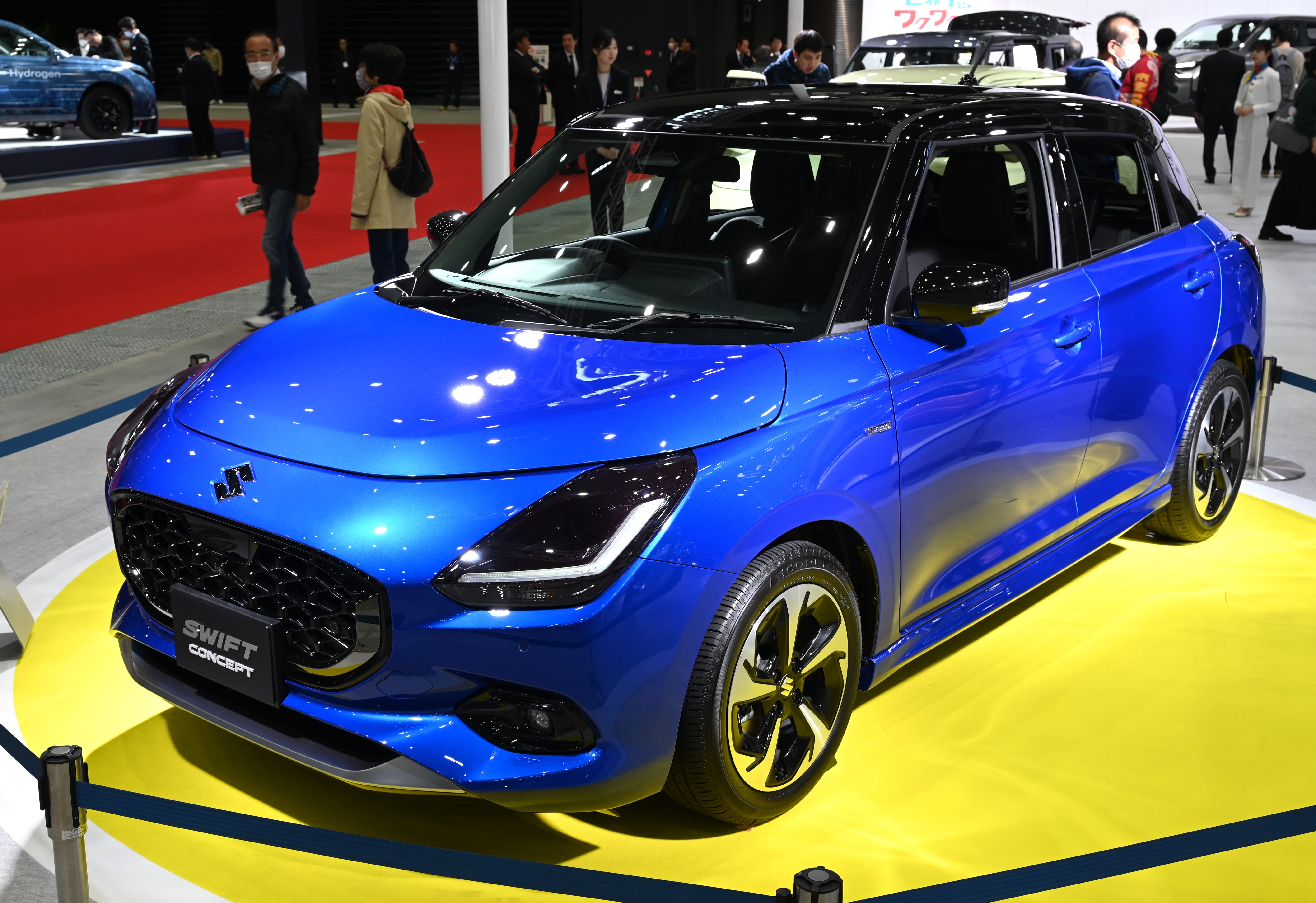
Suzuki Swift Konzept (2023)

### Sicherheit
Im Juli 2024 wurde der Swift vom Euro NCAP auf die Fahrzeugsicherheit getestet. Er erhielt drei von fünf möglichen Sternen.

### Technische Daten
|                                             | 1.2 Hybrid                              |
| Bauzeitraum                                 | seit 04/2024                            |
| Motorkenndaten                              |                                         |
| Motortyp                                    | R3-Ottomotor                            |
| Motoraufladung                              | —                                       |
| Hubraum                                     | 1197 cm³                                |
| max. Leistung bei min−1                     | 61 kW (83 PS) / 5700                    |
| max. Drehmoment bei min−1                   | 112 Nm / 4500                           |
| Kraftübertragung                            |                                         |
| Antrieb, serienmäßig                        | Vorderradantrieb                        |
| Antrieb, optional                           | (Allradantrieb)                         |
| Getriebe, serienmäßig                       | 5-Gang-Schaltgetriebe                   |
| Getriebe, optional                          | [Stufenloses Getriebe]                  |
| Messwerte                                   |                                         |
| Höchstgeschwindigkeit                       | 165 km/h (160 km/h) [170 km/h]          |
| Beschleunigung, 0–100 km/h                  | 12,5 s                                  |
| Leergewicht                                 | 1069 kg (1145 kg) [1107 kg]             |
| Zulässiges Gesamtgewicht                    | 1365 kg (1441 kg) [1389 kg]             |
| Kraftstoffverbrauch auf 100 km (kombiniert) | 4,4 l Super (4,9 l Super) [4,7 l Super] |
| CO2-Emissionen (kombiniert)                 | 98–99 g/km (110 g/km) [106 g/km]        |
| Abgasnorm                                   | Euro 6e                                 |
| Tankinhalt                                  | 37 l                                    |